# Французьке мистецтво

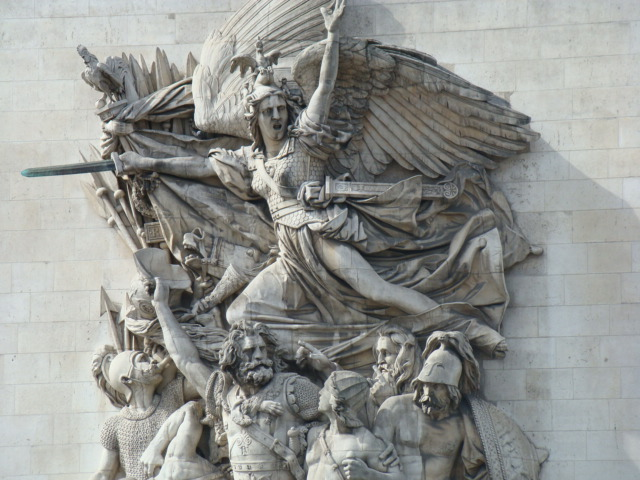
Франсуа Рюд. Виступ добровольців на захист батьківщини (Марсельєза), 1833. Тріумфальна арка, Париж

Францу́зьке мисте́цтво — візуальне та витончене мистецтво населення Франції. Історичні дослідження французького мистецтва зазвичай починаються з передроманського, романського та готичного мистецтв, але деякі дослідники включають також доісторичне, кельтське та римське мистецтва в межах Франції.

## Періодизація

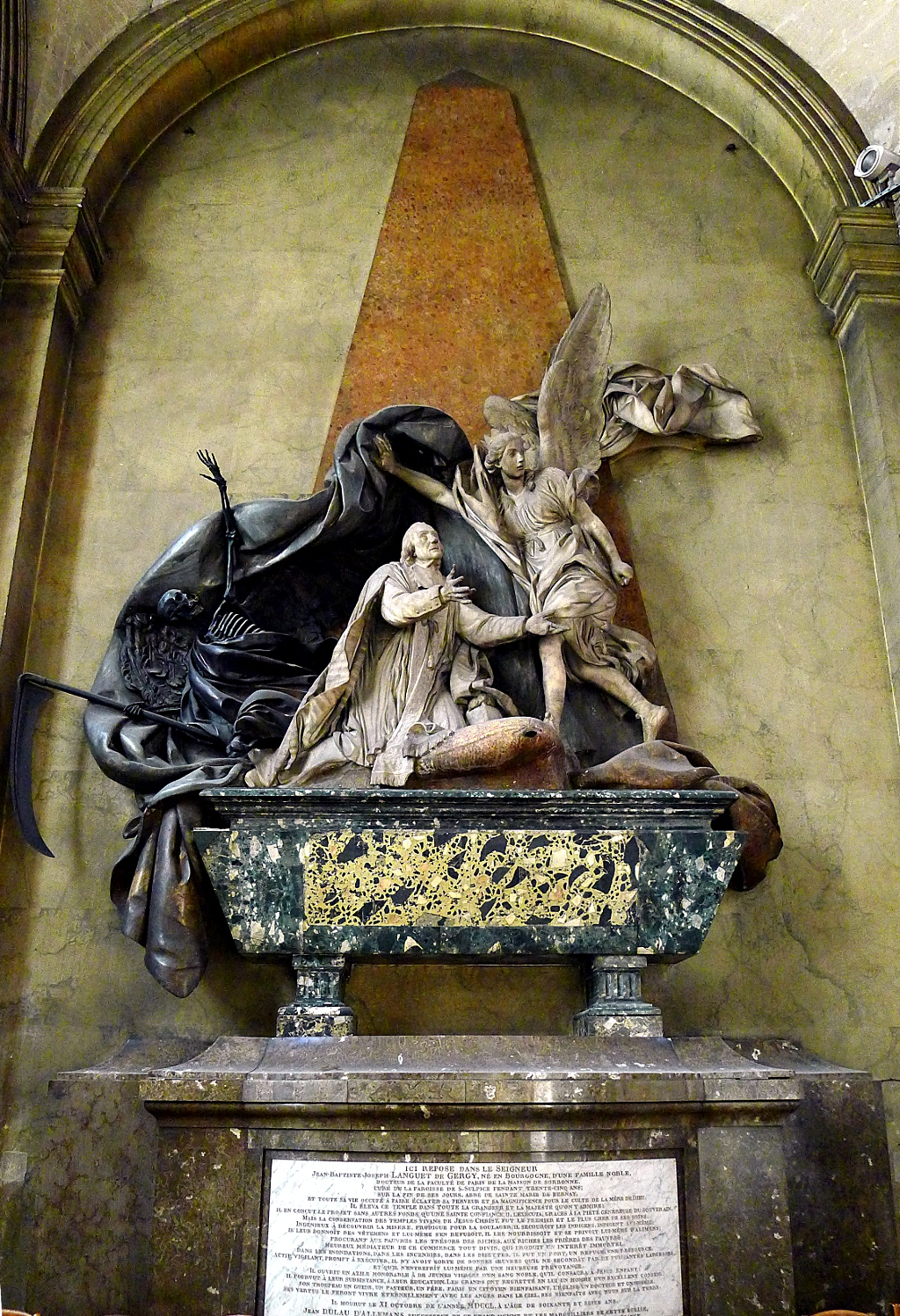
Надгробок у церкві Сен Сюльпіс.

### «Королівські стилі»[1]
- Стиль Людовика IX Святого (1226–1270) — «високий стиль» французької готики.
- Паризька школа (XIV століття) — епоха короля Карла IV Красивого.
- Стиль Карла V Мудрого (правив у 1364—1380 рр.) (фр. Le style de Charles V) — розквіт французької високої готики. Меценат-король перебудував Лувр, щоб розмістити там свою бібліотеку в тисячу томів, включаючи античних авторів, запрошував живописців і скульпторів, колекціонував шпалери, посуд, ювелірні вироби. Також його меценатами були його брати герцог Філіп Бургундський і герцог Жан Беррійський. При паризькому дворі формувалася оригінальна школа книжкової мініатюри (Жан Пюсель, Андре Боневе, Жакмар де Есден).
- Стиль Карла VII (фр. Le style de Charles VII; правив у 1422–1461) — стиль пізньої французької готики, період французького проторенесансу. До того часу відносяться твори архітектури, в яких проявилися нові риси ренесансного мислення — будівля госпіталю в Боні, споруди в Бурже.
- Стиль Людовика XI (1461–1483) — французький Проторенесанс, є перехідним між стилями Карла VII і Карла VIII.
- Стиль Карла VIII (фр. Le style de Charles VIII; правив у 1483–1498) — перехідний історико-регіональний стиль від пізньої французької готики до мистецтва епохи французького Ренесансу, пов'язаний з тим, що після Італійських воєн король повернувся під враженням від італійського мистецтва. Він привіз у свій замок Амбуаз двадцять два італійських майстра, щоб оформити нові інтер'єри та парк регулярного стилю «на італійський манер». У замку Амбуаз були розміщені колекції італійських килимів, меблів, картин. Це справило значний вплив на розвиток французького придворного мистецтва. В архітектурі того часу нові ренесансні мотиви декору «накладалися» на традиційні форми середньовічних будівель і еклектично чергувалися з елементами готики.
- Стиль Людовика XII (1498–1515) — початок французького Ренесансу, з елементами полум'яніючого стилю, що доходить до свого кінця. Італійські війни сприяли проникненню до Франції мотивів італійської класики, які тут химерно поєднувалися з готичною та середньовічною будівельними конструкціями.
- Стиль Франциска I (1515–1547) — розквіт французького Ренесансу, школа Фонтенбло.
- Стиль Генріха II (фр. Le style Henri II, правив у 1547–1559) — стиль зрілого французького Ренесансу. При королі та його дружині Катерині Медичі в країну прибувають італійські художники, відбувається відродження національного мистецтва. Було збудовано замок Ане для фаворитки Діани де Пуатьє (1542—1552); західний фасад Лувру в Парижі, Квадратний двір (1546—1555), «Фонтан невинних», павільйон, прикрашений рельєфами із зображеннями німф, тритонів і наяд (1547—1550), шведська зала Лувру з каріатидами; резиденцію у Фонтенбло.
- Стиль Карла IX (фр. Le style de Charles IX; правив у 1560–1574) — стиль пізнього французького Ренесансу. Десятирічне правління короля проходило під егідою його матері-італійки Катерини Медичі, тому вплив італійської культури був дуже значним. Для королеви-матері архітектор Ф. Делорм побудував навпроти Лувру палац Тюїльрі, причому королева сама брала участь у проектуванні. У роки правління Карла IX, був завершений «Квадратний Двір» Лувру, найстаріша зі збережених частин нинішнього ансамблю.
- Стиль Генріха IV (фр. Le style Henri IV; правив у 1589–1610) — стиль пізнього французького Ренесансу. Мистецтво розвивалося завдяки Нантського едикту про свободу віросповідання (1598) і основи торгової Ост-Індійської компанії (1604). Основна течія — Друга школа Фонтенбло, що формувалася під впливом французького бароко. Надалі мистецтво Франції розвивалося під впливом маньєристичних і барокових тенденцій.
- Стиль Людовика XIII (1610–1643) — пізній Ренесанс з елементами маньєризму та бароко, перехідний період від пізнього Ренесансу до Великого стилю. Завершено будівництво Лувру та мисливського замку у Версалі в пізньоготичному стилі з ренесансним декором.
- Великий стиль (фр. Grand maniere, Le style Louis Quatorze) — стиль епохи правління Людовика XIV (1643–1715), що з'єднував елементи класицизму та бароко.
- Стиль Людовика XV (1715–1774) — рококо.
Регентство (фр. Régence; 1700–1730)
- Стиль Людовика XVI (фр. Louis Seize; 1774–1792) — неокласицизм.

### Революція
- Стиль Директорії (фр. Le Style de Directoire, лат. Directorium; 1795–1799) — проміжний перед ампіром, є продовженням неокласицизму, тільки строгішим, суворим і аскетичним. Смута в країні не сприяла створенню Великого стилю, а помірність і простота класицизму епохи Просвітництва беруть нормативний характер. Білі та сірі стіни, чисті площини з нейтральними кольорами з лінійним обрамленням поєднуються з орнаментом Стародавнього Риму.
- Стиль Консульства (1799–1804)

### XIX століття
- Ампір (1804–1821/30)
- Стилі Людовика XVIII (1814—1824), Карла X (1824—1830), Луї-Філіппа I (1830—1848)
Стиль Карла X (фр. Le style de Charles X; правив у 1824—1830) — стиль реставрації Бурбонів, «друге рококо».
- «Другий ампір», неоренесанс, необароко (1852–1870) — стиль правління Наполеона III в рамках еклектизму — воскресіння стилю Людовика XVI з елементами ампіру, архітектури італійського Відродження і бароко
Бозар (фр. Beaux-Arts)

## Архітектура

### Храми
Найдавніші художні пам'ятки Франції ставляться до гальсько-римського періоду. Від цього часу дійшло до нас у ній кілька залишків релігійних споруд, з яких найкраще зберігся храм в Німі, побудований у коринфському стилі, відомий під назвою «Квадратний дім» (фр. Maison carrée).
Як і всі країни, що одержали християнство з Риму, Галлія запозичила тип перших церков від Італії, де і з будівлі судового трибуналу утворилася давньохристиянська базиліка. В епоху вторгнення франків в Галлію там існувало багато базилік, але жодна з них не вціліла.

### Споруди військового та цивільного характеру
Крім храмових пам'яток, в історії французької архітектури важливе місце займають споруди військового та цивільного характеру. Римляни перенесли в Галлію, як і в усі завойовані ними країни, типи громадських будівель різного роду.
Від цивільних будівель римської епохи у Франції збереглися досить численні залишки, наприклад, величезні міські ворота часів Августа, тріумфальні арки в Оранжі та Карпантра, акведуки поблизу Німу, Ліону та Меца, театри в Оранжі та В'єнні, амфітеатри в Арлі, Німі та Сенті, терм імператора Юліана в Парижі тощо.

### Палаци та замки
У Франції знаходиться велика кількість палаців та замків, які відображують довгу та багату історію країни. Найвідоміші з них:
Палаци
- Собор Паризької Богоматері (Париж) — один з найпрекрасніших витворів готичного мистецтва. Стоїть на острові Сіте, на місці першої християнської церкви Парижу, базиліки Святого Стефана.
- Версальський палац (Версаль) — колишня резиденція французьких королів.
- Пантеон (Париж) — побудований у XVIII столітті як церква святої Женев'єви, сучасний Пантеон — усипальниця видатних особистостей країни.
- Собор Нотр-Дам у Страсбурзі — шостий по висоті храм світу[2].
- Лерінське абатство — один з найдавніших монастирів Галлії. Заснований близько 410 року. В наш час[коли?] належить католицькому ордену цистерціанців.

Замки
- Шомон-сюр-Луар — знаменитий завдяки щорічному Міжнародному садовому фестивалю[3].
- Шенонсо — один з найбільш улюблених, відомих і відвідуваних пам'яток Франції. Є приватною власністю, але відкритий для відвідування.
- Амбуаз — королівський замок, відомий також як останній притулок Леонардо да Вінчі[4].
- Ле-Мон-Сен-Мішель — невеликий скелястий острів, перетворений на острів-фортецю.
- Шамбор — найбільший з усіх замків Луари. Був побудований за наказом Франциска I, який хотів бути ближче до коханої дами — графині Турі, яка жила неподалік.
- Баржем — споруда на півдні країни, розташована на висоті 1097 метрів над рівнем моря[5].

## Стан у французькій архітектурі 18 ст
На початку 18 століття стан у французькій архітектурі формували пізнє бароко і еволюція в бік класицизму. Рококо, народжене практично одночасно у Франції та Італії, не мало суттєвого впливу на архітектуру Франції, за винятком декількох паркових павільйонів та декору інтер'єрів.
У середині 18 ст. помітно підживився інтерес до давньоримської архітектури та надбання академічного класицизму Франції 17 ст. Цьому сприяли як невдоволення стилістикою бароко римського зразка, так і офіційна підтримка класицизму абсолютизмом Франції, котрий волав бачити його офіційним стилем в країні. Панування рококо, головна мета якого розважати, не набридати і подобатись, не задовольняло низку французькиз митців.

### Спротив стилістиці рококо

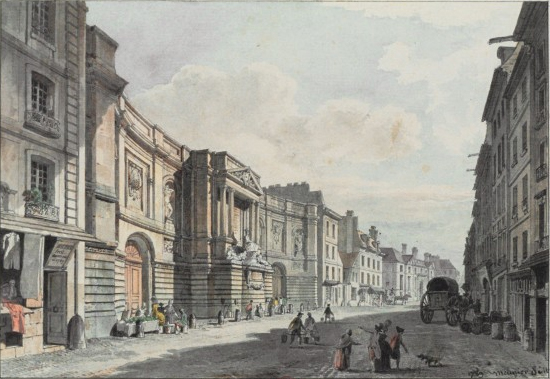
Фонтан Чотирьох Сезонів, вулиця Гренель, 1745 р.

Не всі прихильно ставилися до стилю рококо навіть у Франції. Спроби відійти від стилістики рококо робив скульптор Едм Бушардон (1698—1762). Вже в перших своїх творах Бушардон зробив спроби відмовитися від грайливого рококо, спираючись на досвід французького класицизму 17 ст. та на лаконізм античного мистецтва. Отримавши замовлення на побудову фонтану Чотирьох Сезонів в Парижі, він створив твір, що нічим не нагадував стилістику рококо ні в архітектурі, ні в скульптурному декорі.
Повністю порвав зі стилем рококо і Жак-Луї Давід під час свого перебування у Римі. Навіть пізні твори «класичної» фігури рококо — художника Жана-Оноре Фрагонара свідчать про відхід від рококо та орієнтацію на реалістичний живопис голландців 17 століття.
Життя та творчість Етьєна Моріса Фальконе припали на пору досить швидкої зміни декількох мистецьки стилів — пізнього бароко, рококо і класицизму. Митець широкого мистецького діапазону, Фальконе вдало працював в кожному з них, про що свідчать скульптурні групи «Смерть Мілона Кротонського», релігійні скульптури в церкві Св. Роха, алегоричні статуї «Музика» та «Зима», дрібна порцелянова пластика в стилі рококо.
Примхливе і чудернацьке рококо не здатне було якісно відтворити героїчні, могутні характери. Обмеженість стилістики рококо добре відчував той же Фальконе. І коли отримав замову на кінний монумент царю Петру І (Мідний Вершник), повністю відмовився від стилістики рококо, звернувшись до зразків античності і розвиненого бароко. Рококо могло не все.
Стажування французьких художників і архітекторів в Римі теж сприяло зацікавленню в давньоримській архітектурі, яку некритично почали сприймати як взірець. Низка майстрів відмовилась від стилістики рококо і пізнього бароко і відродила класицизм, його нову хвилю.
Захоплення давньоримською архітектурою було підтримане навчальними закладами Франції, перш за все Королівською академією. В академії запанувала паперова архітектура. Вихованцям (майбутнім архітекторам) постійно надавали завдання створити умовні проекти суспільно значущих споруд на кшталт «Колегії всіх наук», театрів, містких соборів. Вітались велетенські розміри, складні, практично барокові плани з довгими колонадами, внутрішніми ротондами, довгими сходами на фасадах, прикрашених низкою скульптур. Дедалі проекти стають суто умовними, абстрактними, нереалістичними, пафосними. І викладачі, і вихованці розуміють нереалістичність проектів, але не припиняють працю. Бо вважалось, що це сприяє розкутості здібностей та розкриває талант вихованця, якщо останній у нього є. В проектах французьких архітекторів та небагатьох іноземців, що пройшли виучку і Франції (Баженов Василь Іванович, Старов Іван Єгорович), запанувала гігантоманія. На тлі політичної кризи в країні почалося скорочення будівництва. Тому більшість академічних проектів не могла бути реалізована навіть за суттєвого зменшення розмірів споруд та урізання кошторису. В роки французької революції 1789–1793 рр. будівництво в країні практично припинили.

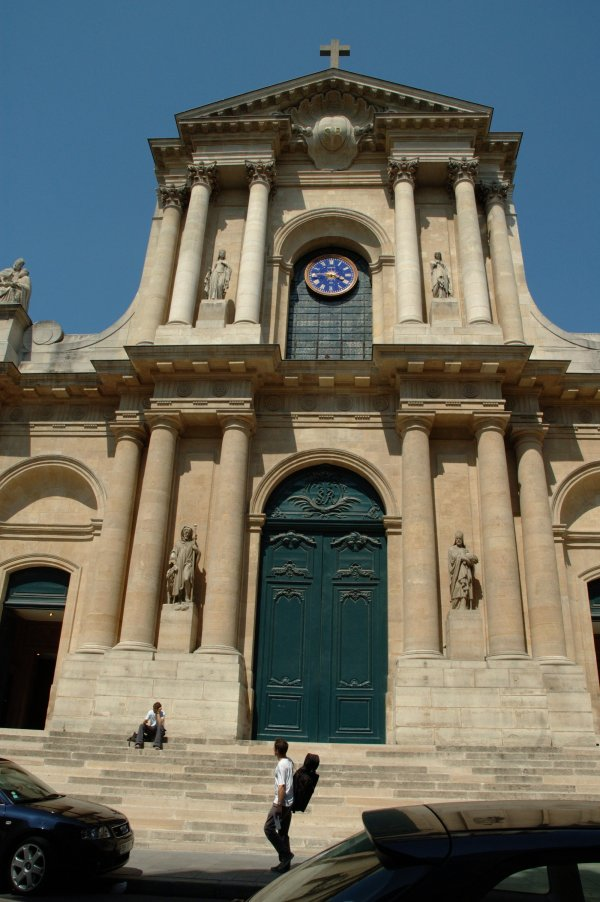
Церква Сен Рох, Париж
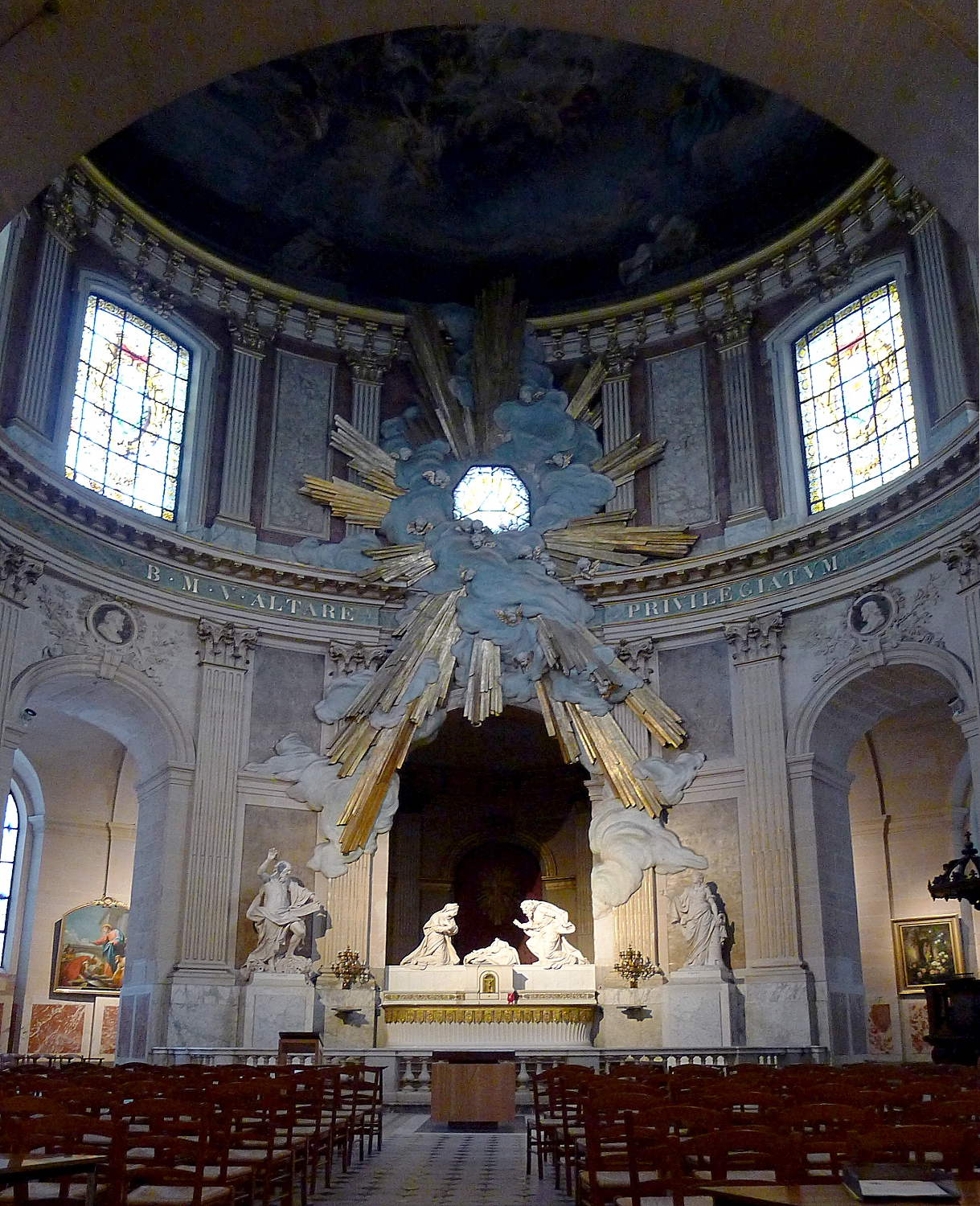
Церква Сен Рох, каплиця Богородиці, Париж
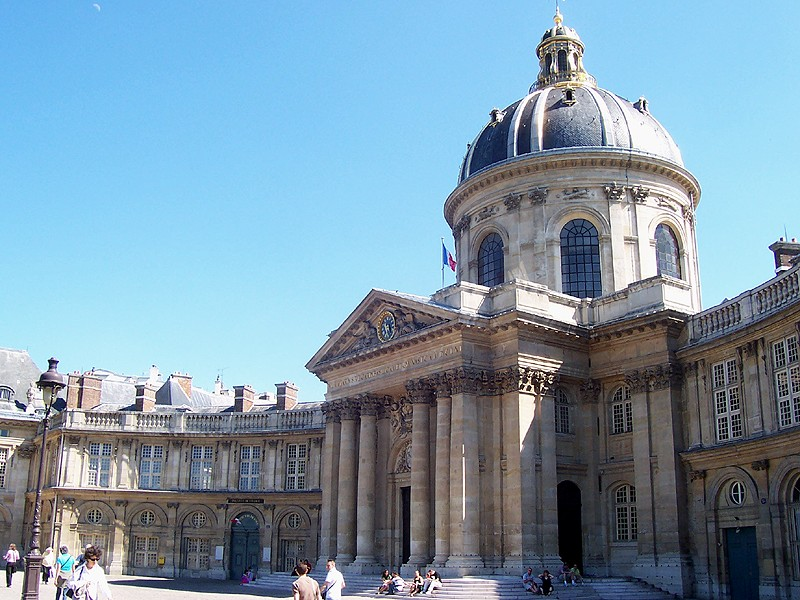
Інститут Франції (первісно Колеж Чотирьох Націй)
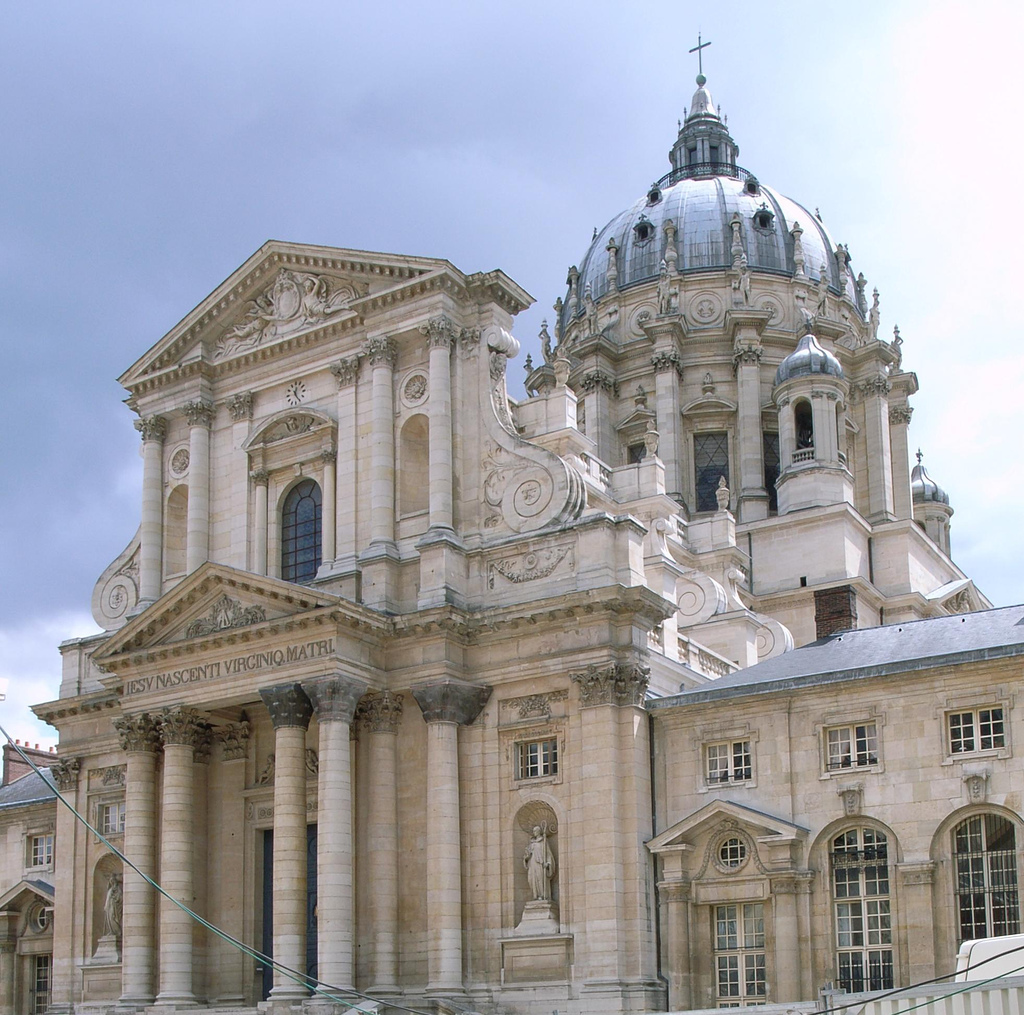
Церква Валь де Грас у Парижі

## Скульптура

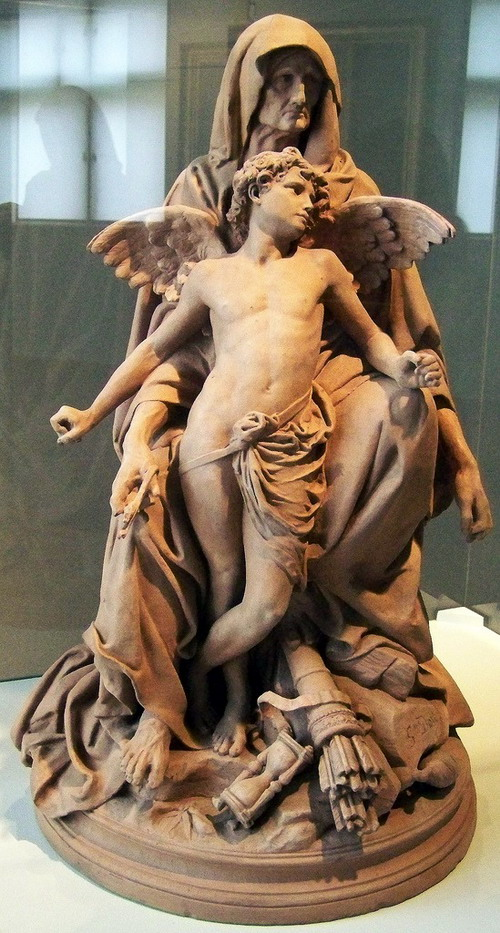
Густав Доре. «Парка і божок кохання Ерот», 1877 рік.

Твори кельтської скульптури зникли у Франції майже безслідно. Вівтарі, цисти, саркофаги тощо відрізняються ремісничим виконанням. Могутнім поштовхом для подальшого розвитку скульптури стало готичне будівництво. На цьому етапі головними замовниками архітектурних споруд стають монастирі, міста, аристократія і король. В 12 і 13 століттях Франція переживала справжній будівельний бум і таке пожвавлення в створенні храмів і світських споруд, якого не знала в попередню добу. Етапи ранньої, високої і пізньої готики супроводжувались розквітом французької скульптури, котра випереджала розвиток сучасного з нею живопису. Винятком стала лише книжкова мініатюра, а сміливість французьких мініатюристів дорівнювала найкращим здобуткам митців 18-19 століть.
Скульптура доби готики почала відокремлюватись від орнаментів і декоративного оздоблення стіни. Первісно фігури ще слідують за ритмами архітектурних форм, але набувають все більшої самостійності. Зароджується цікавість до людських характерів і психологічних характеристик образів. Французька скульптура домінувала в нижніх регістрах готичної архітектури (портали, пілони на входах), що дозволяло добре їх розглядати і підвищило вимоги до їх виконання. Особливо довершеними стають західні фасади готичних храмів чи фасади трансептів. де створені справжні ансамблі архітектурних форм і готичних скульптур.

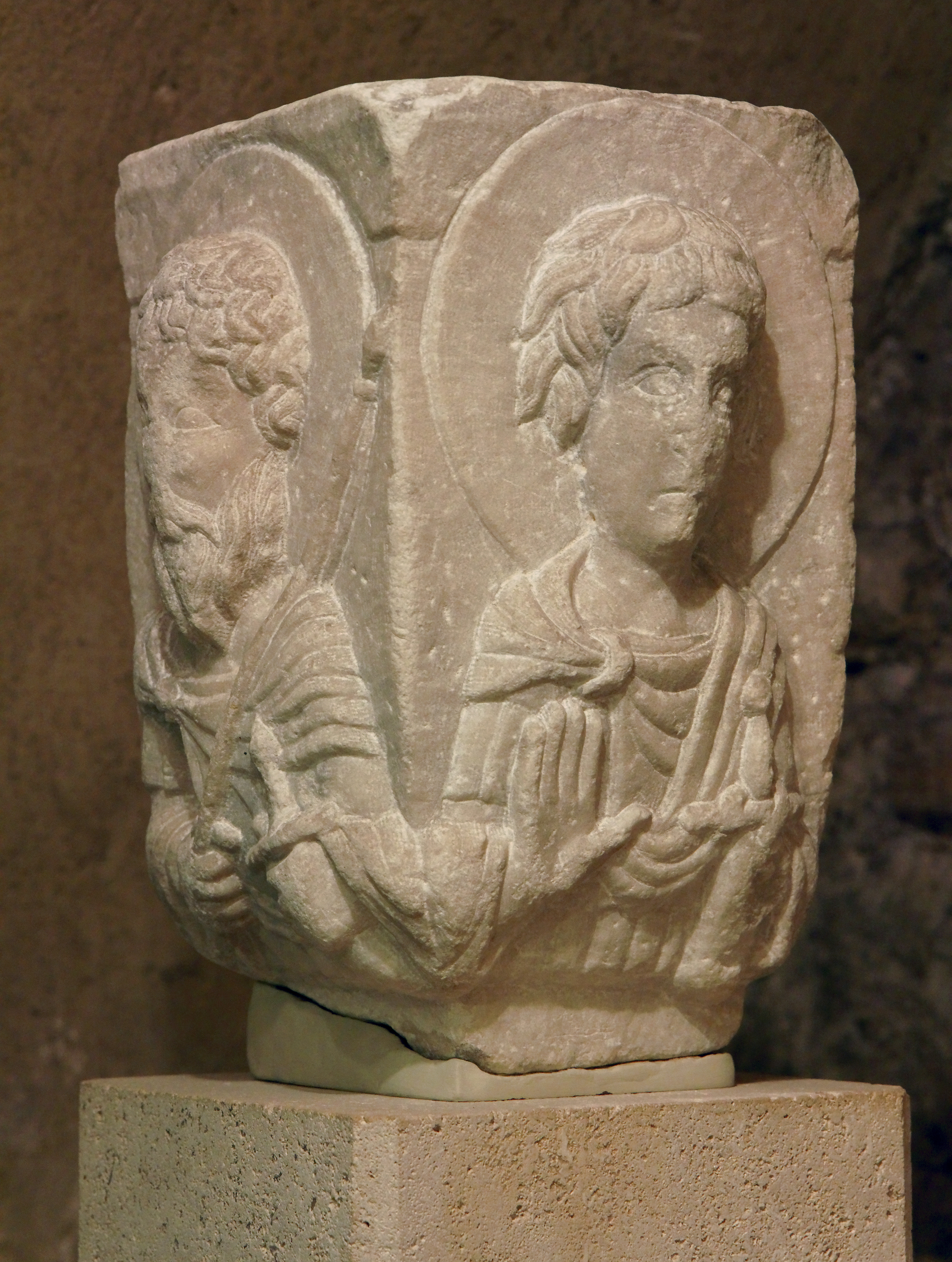
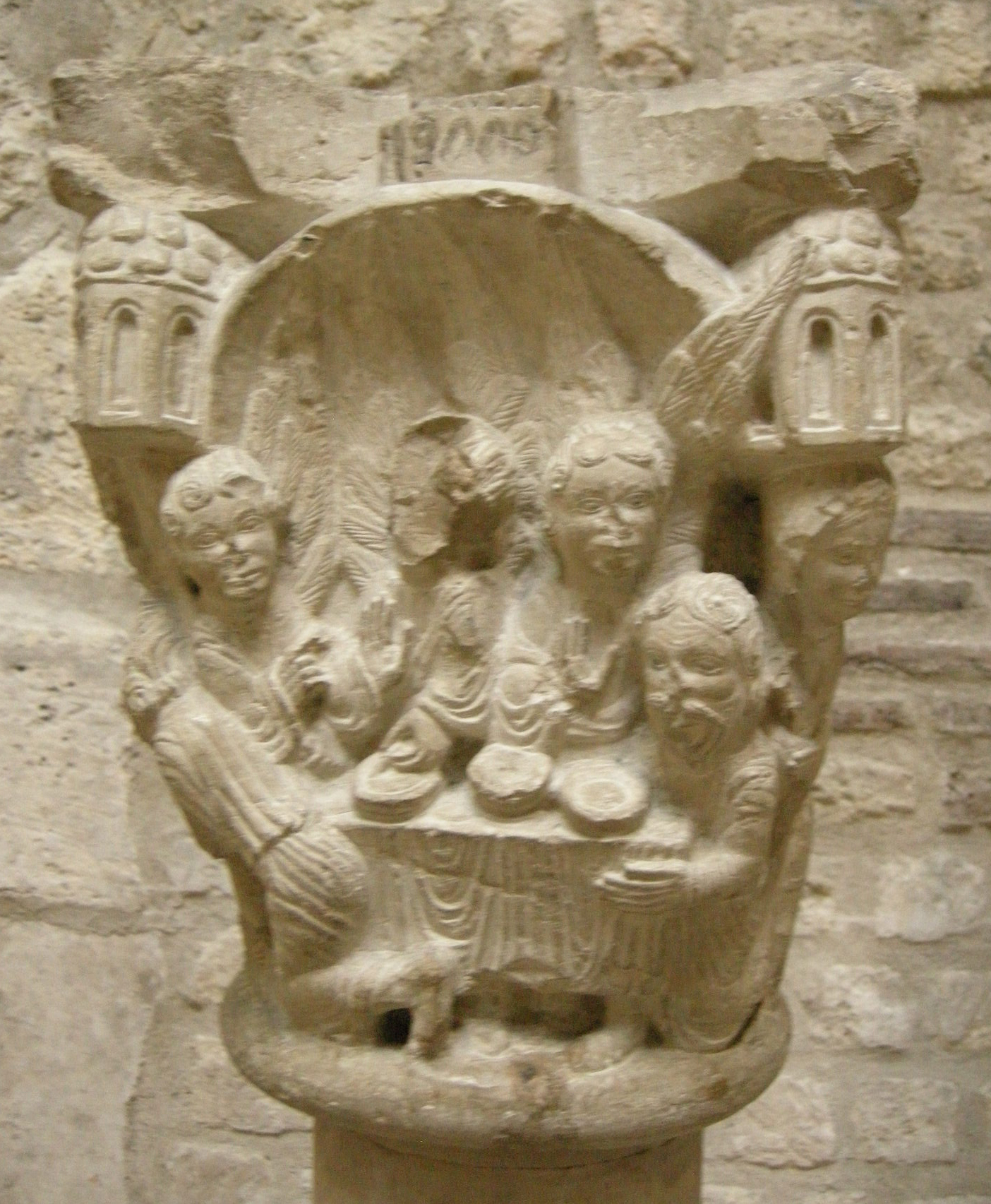
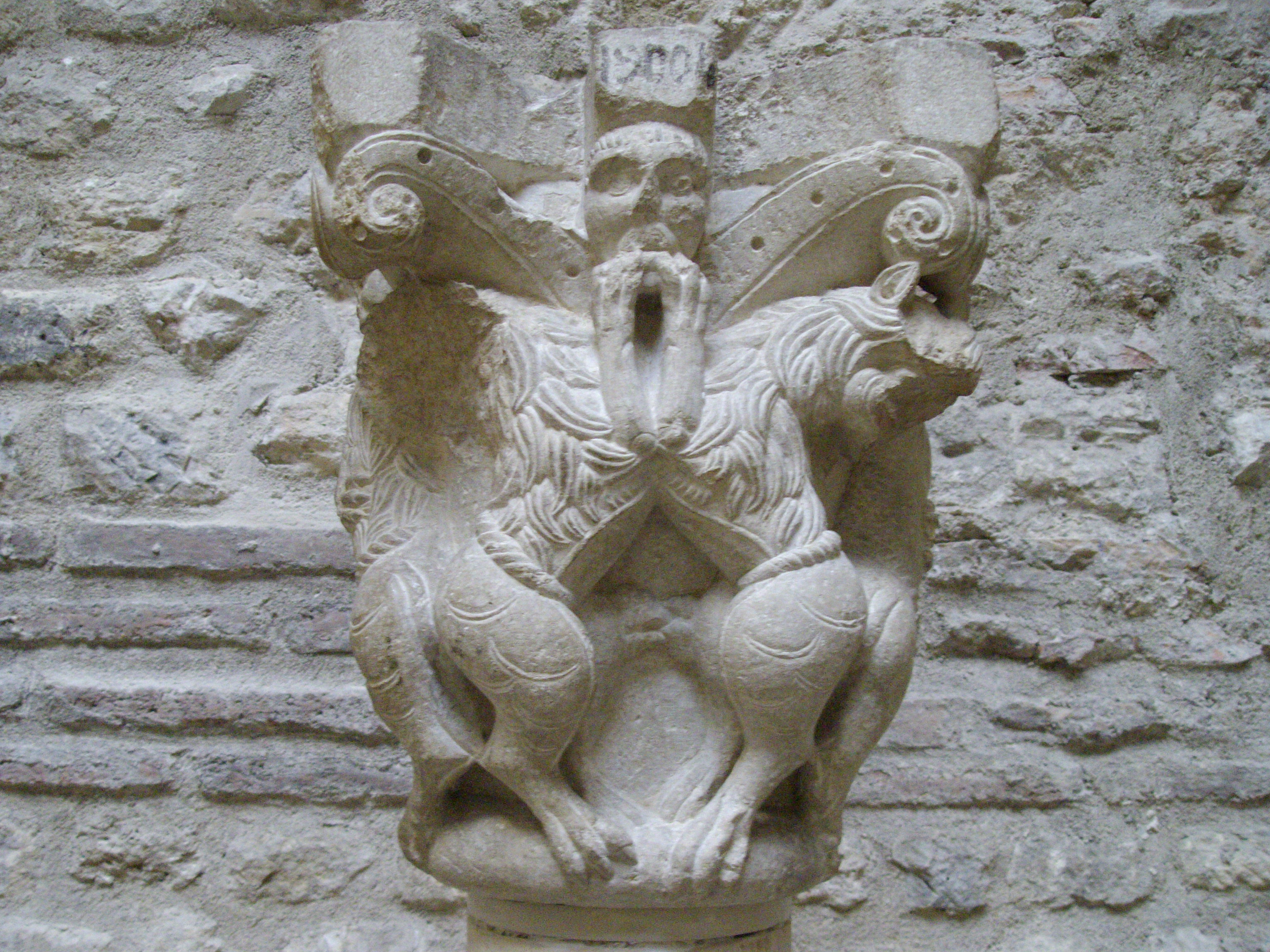
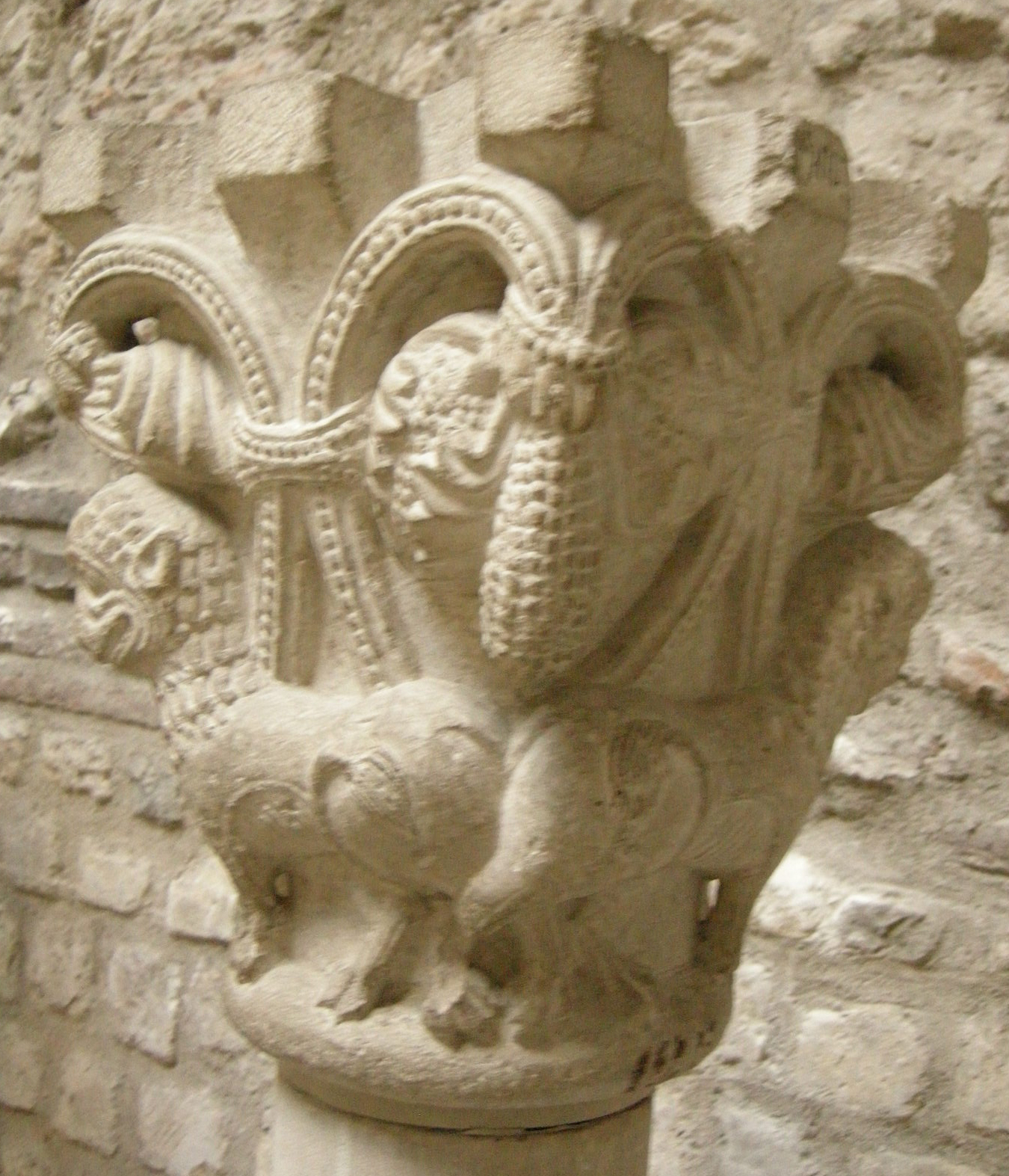
Всі - романські капітелі музею Клюні
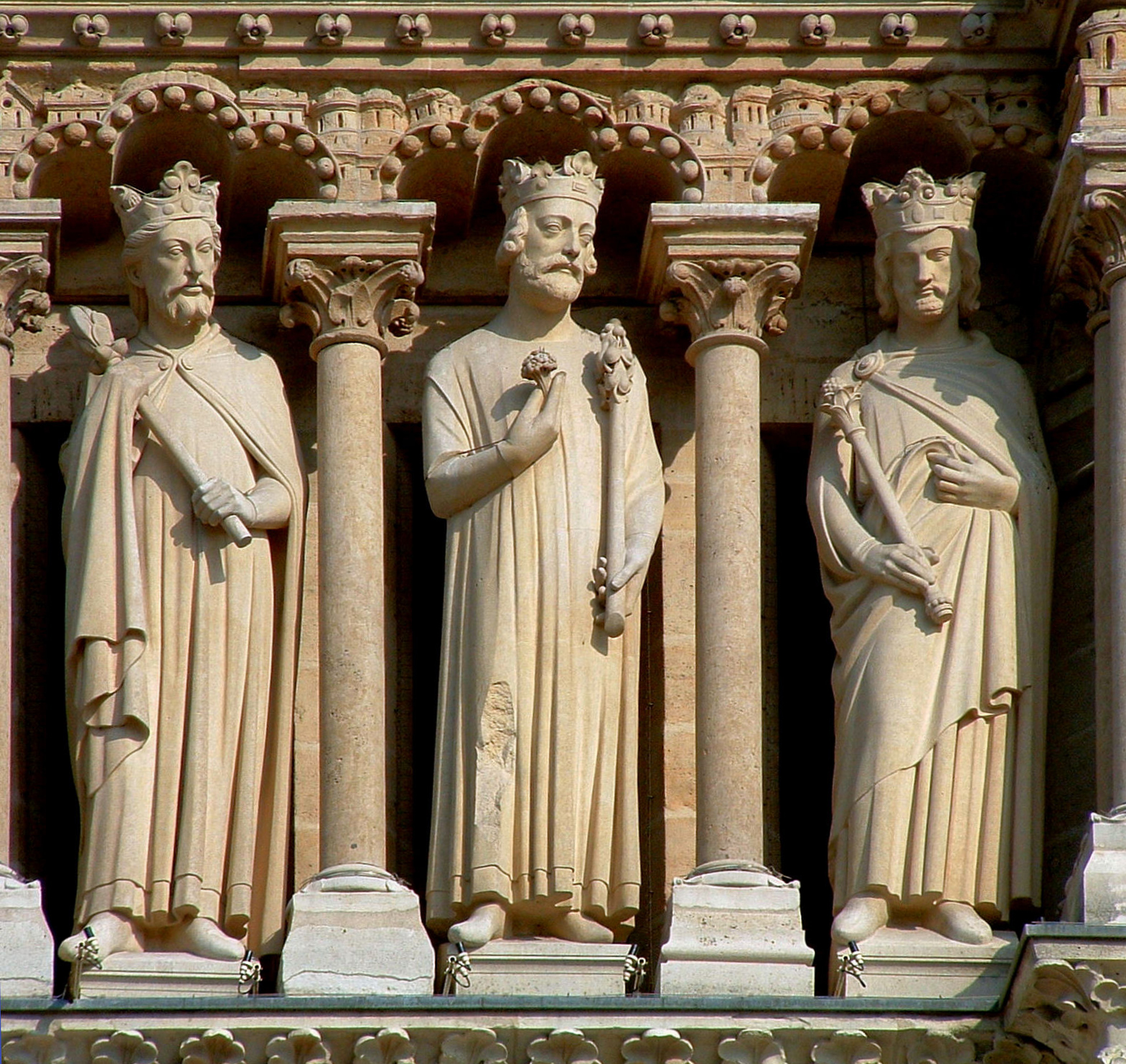
Галерея королів. Собор Паризької Богоматері
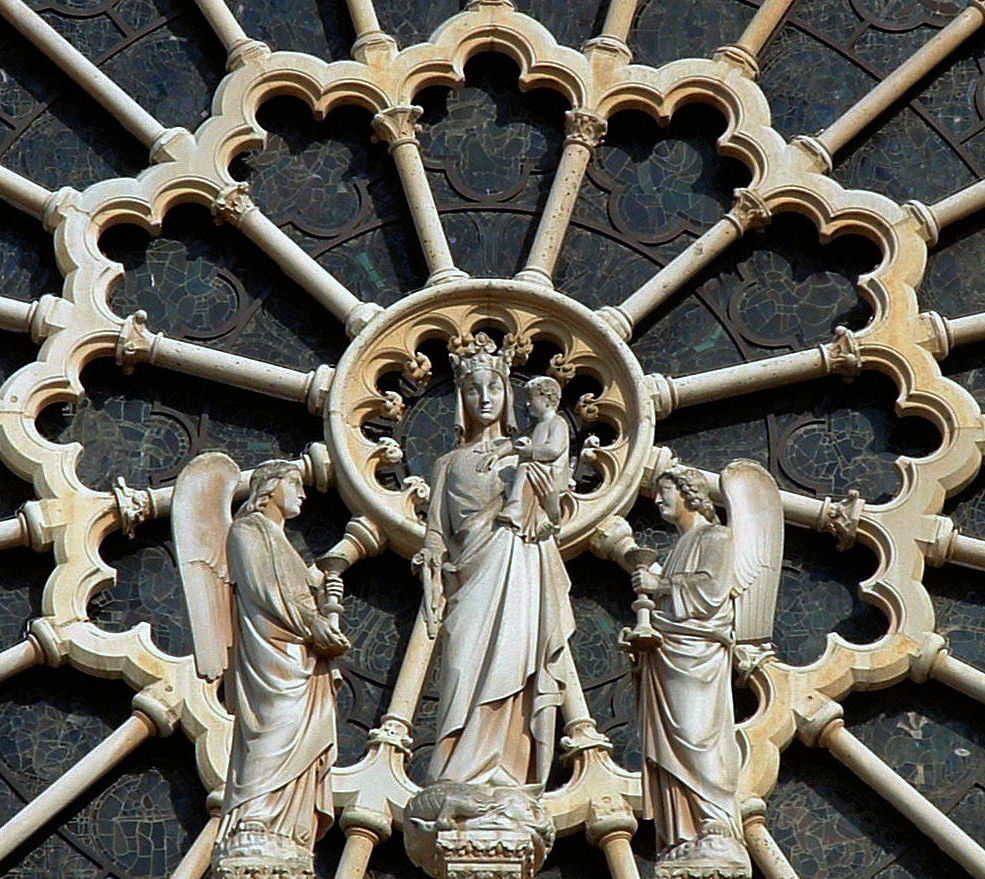
Богородиця і янголи. Собор Паризької Богоматері
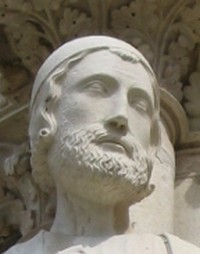
Герцог Філіп Гурепел (голова). Шартрський собор.
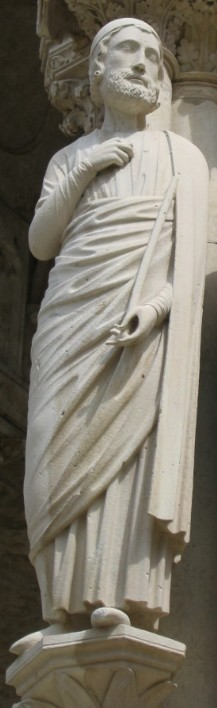
Герцог Філіп Гурепел в повний зріст.
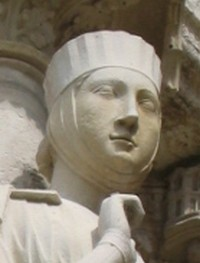
Матільда Булоньє (умовний портрет)
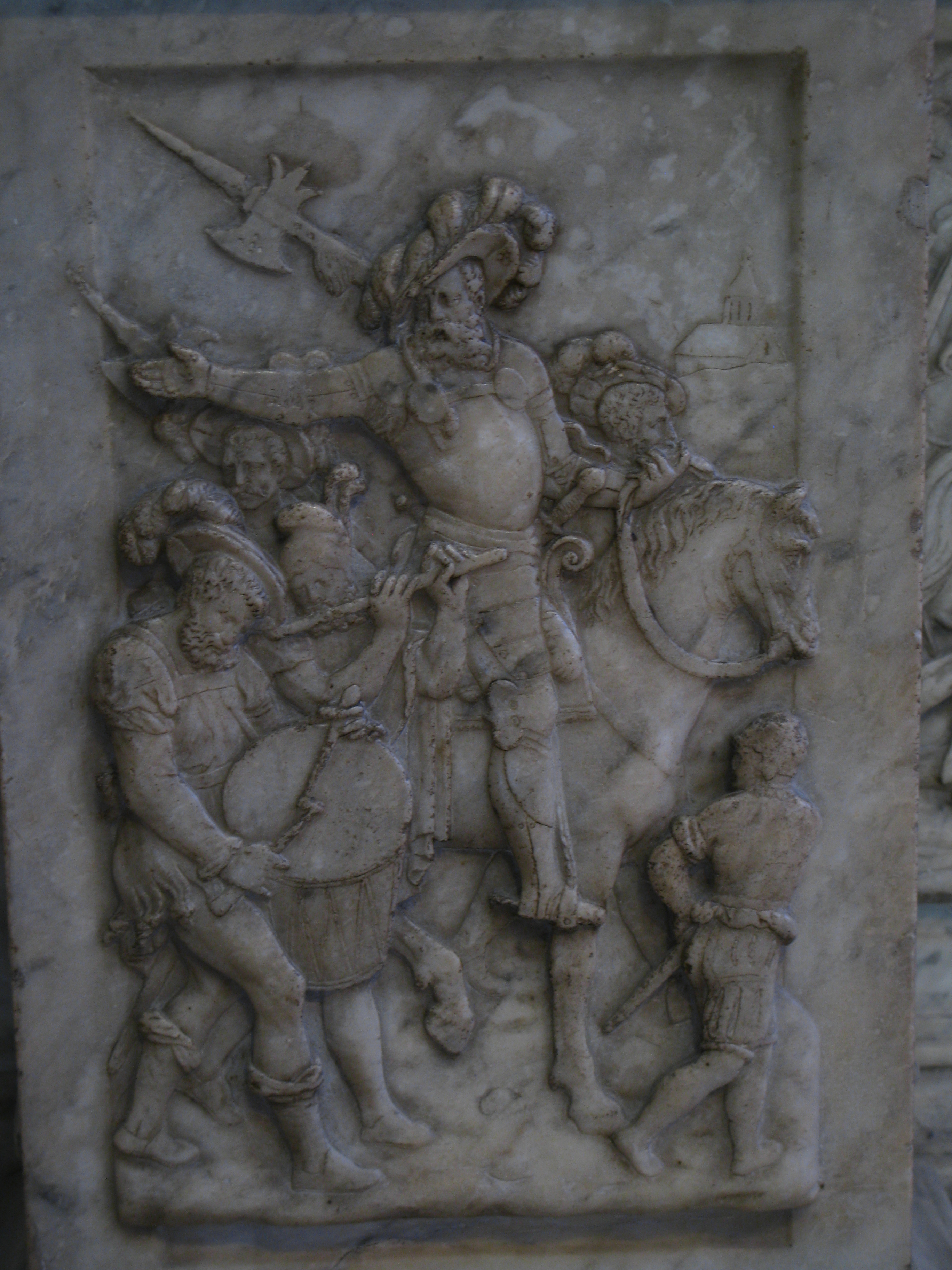
«Вояки-найманці», рельєф надгробку

Новий злет французька скульптура пережила в 17 столітті, коли майстри країни добре засвоїли надбання італійського відродження і, особливо, маньєризму (Школа Фонтенбло). Але іноземні впливи перероблені і набули французького забарвлення, незважаючи на барокову стилістику. Розквіт пережили скульптурний портрет, декоративний рельєф, кінний монумент. Нова уславлена сторінка французької скульптури 17 століття — меморіальна пластика. Французький надгробок 17 століття став новою уславленою сторінкою меморіальної пластики, котру Французька скульптура відновила після уславленої доби французької готики 12-13 століть.
Не всі прихильно ставилися до стилю рококо навіть у Франції. Спроби відійти від стилістики рококо робив скульптор Едм Бушардон (1698—1762). Вже в перших своїх творах Бушардон зробив спроби відмовитися від грайливого рококо, спираючись на досвід французького класицизму 17 ст. та на лаконізм античного мистецтва. Отримавши замовлення на побудову фонтану Чотирьох Сезонів в Парижі, він створив твір, що нічим не нагадував стилістику рококо ні в архітектурі, ні в скульптурному декорі.
Життя та творчість Етьєна Моріса Фальконе припали на пору досить швидкої зміни декількох мистецьки стилів — пізнього бароко, рококо і класицизму. Митець широкого мистецького діапазону, Фальконе вдало працював в кожному з них, про що свідчать скульптурні групи «Смерть Мілона Кротонського», релігійні скульптури в церкві Св. Роха, алегоричні статуї «Музика» та «Зима», дрібна пластика в стилі рококо.
Примхливе і чудернацьке рококо не здатне було якісно відтворити героїчні, могутні характери. Обмеженість стилістики рококо добре відчував той же Фальконе. І коли отримав замову на кінний монумент царю Петру І (Мідний Вершник), повністю відмовився від прийомів рококо, звернувшись до зразків античності і розвиненого бароко. Рококо могло не все.

## Художній надгробок

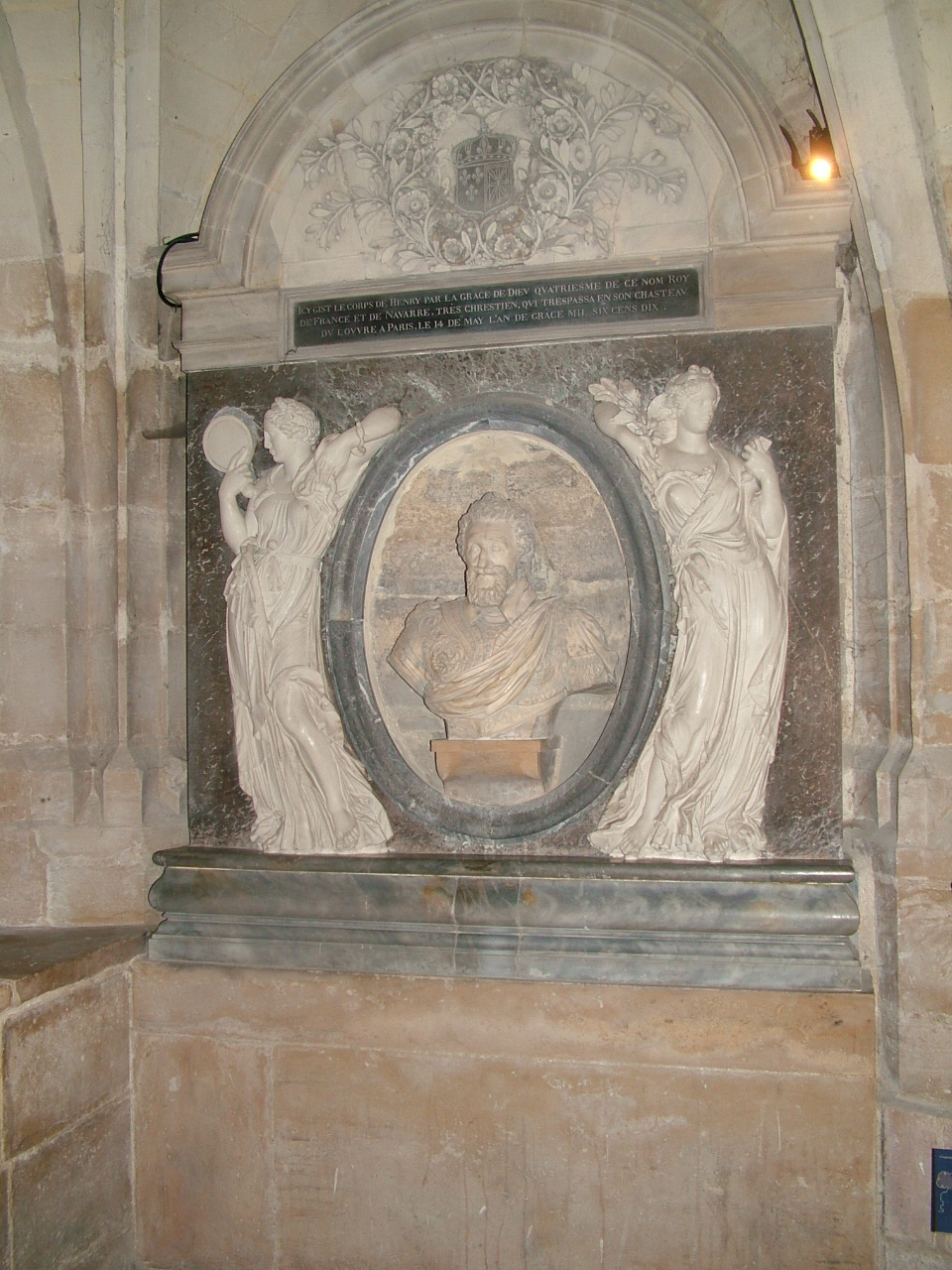
Надгробок короля Генріха IV.
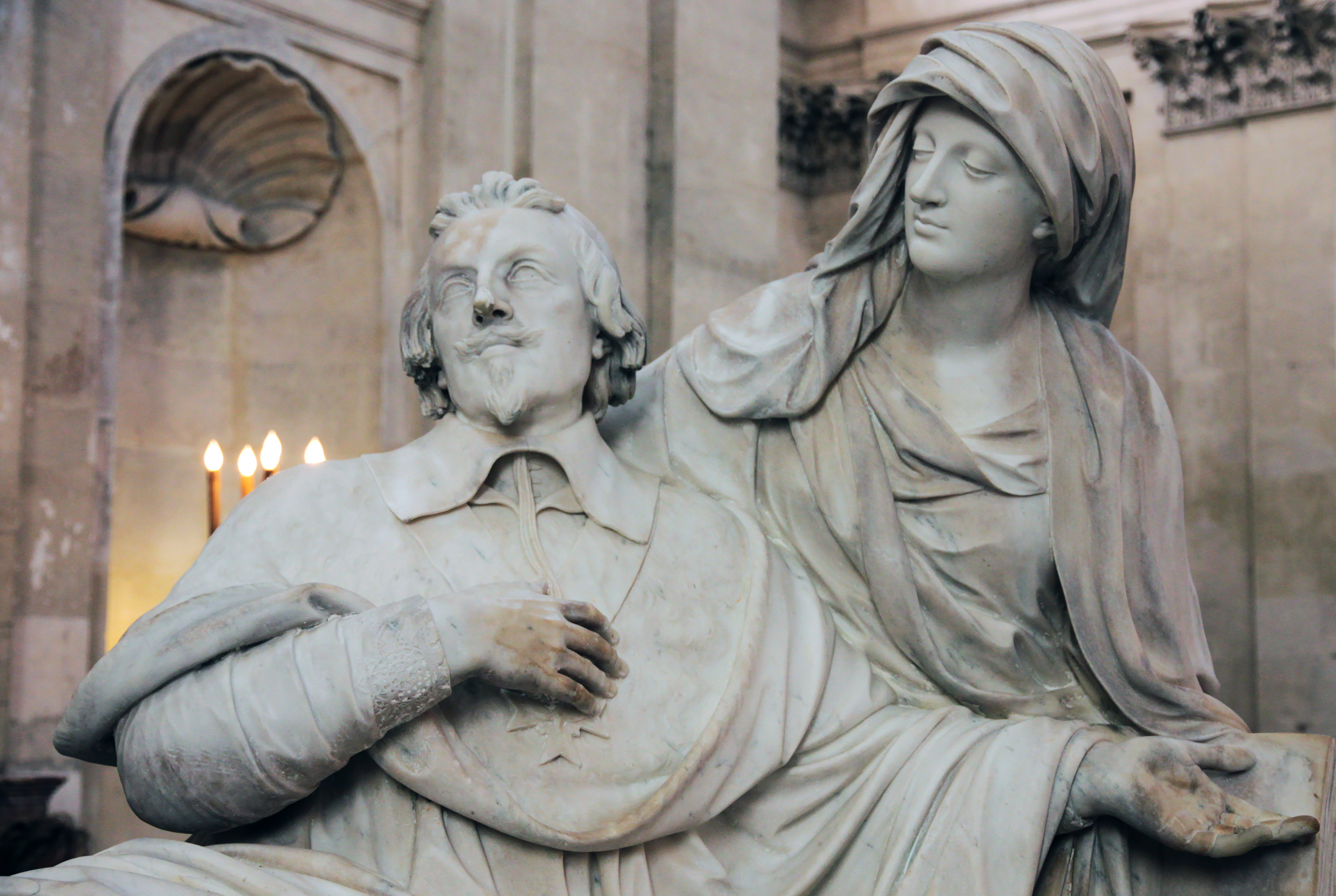
Надгробок кардинала Рішельє. Церква Сорбонни, Париж.
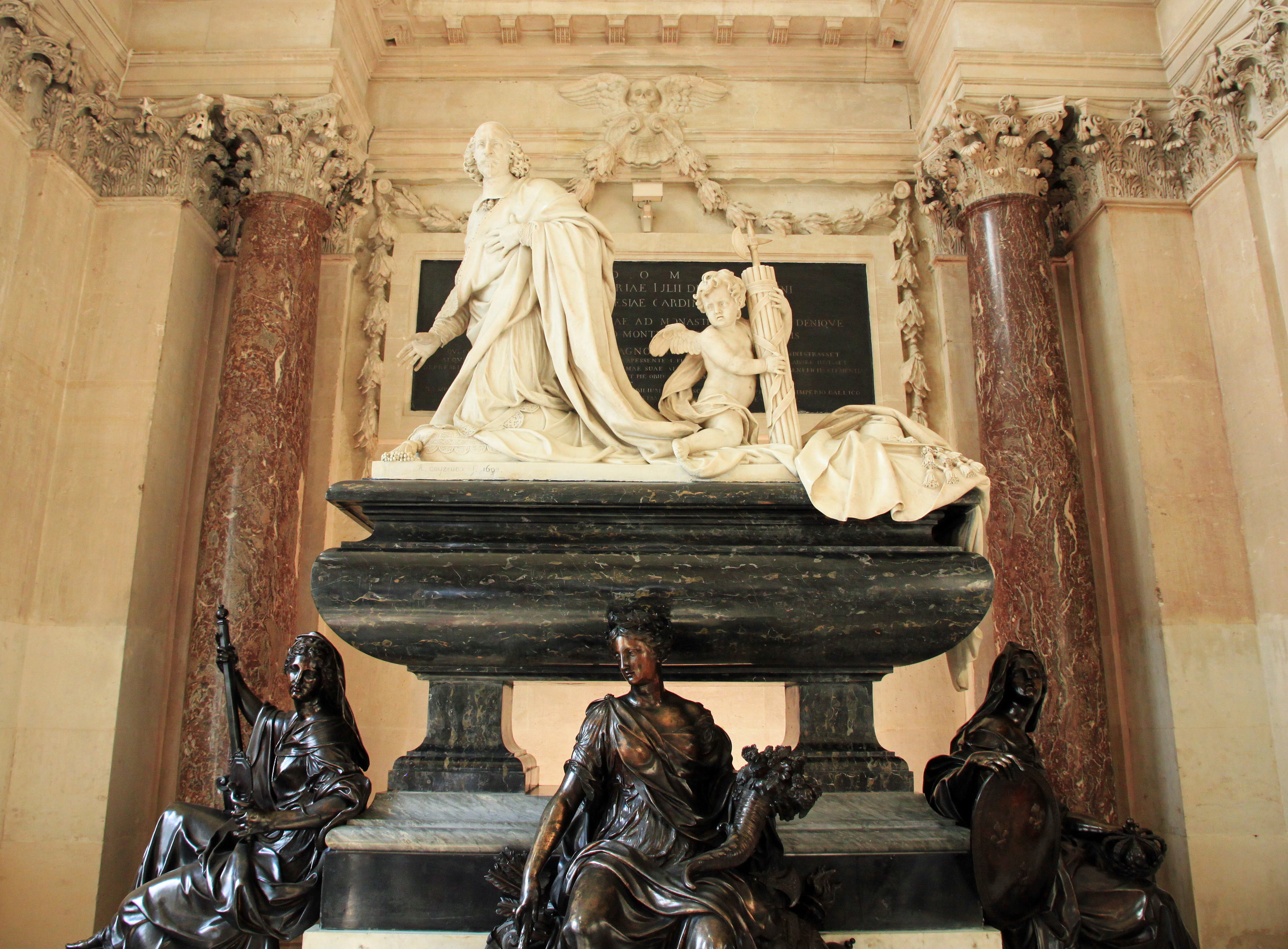
«Надгробок кардинала Мазаріні», Колеж Чотирьох Націй, каплиця
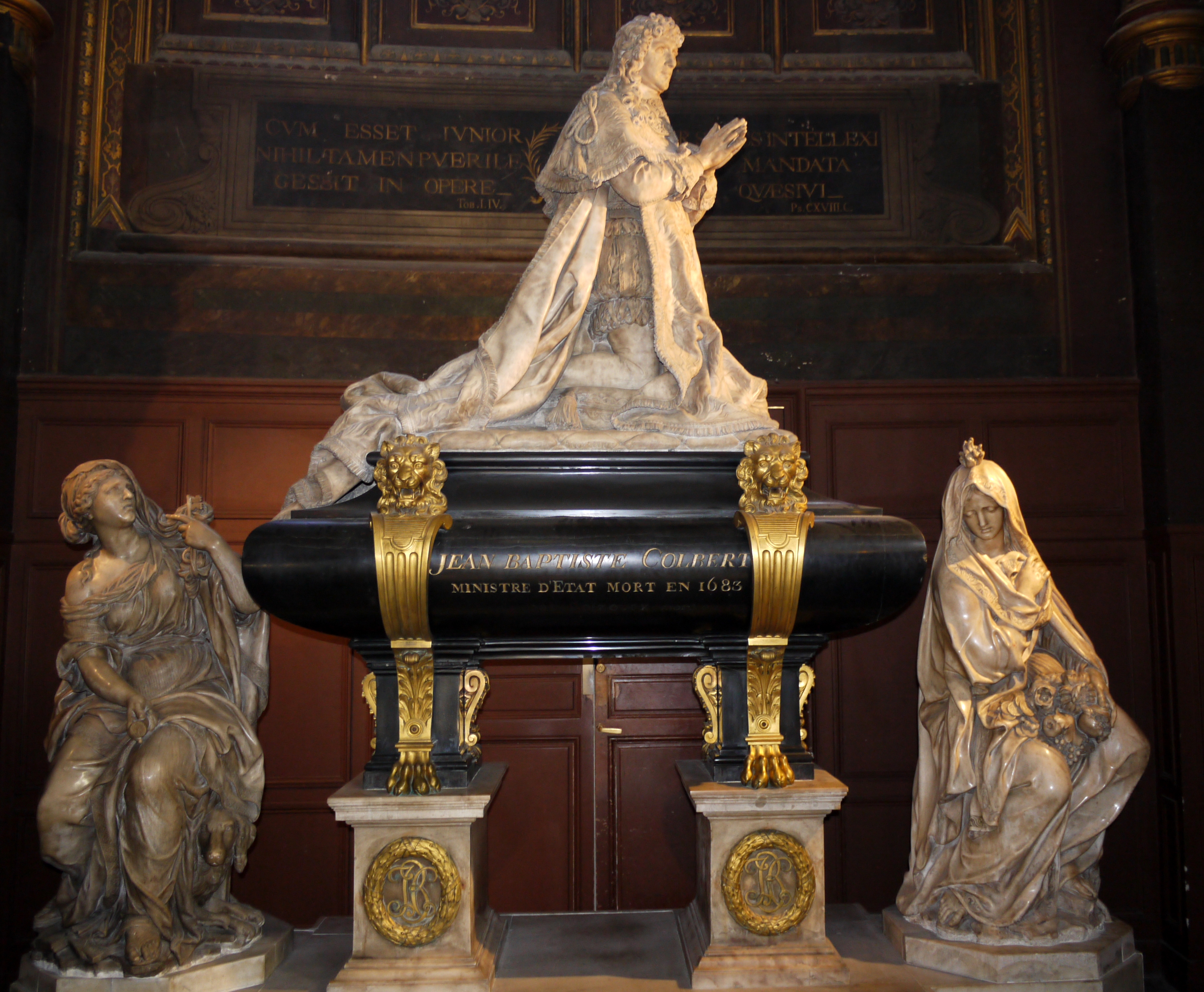
Надгробок міністра фінансів Кольбера.
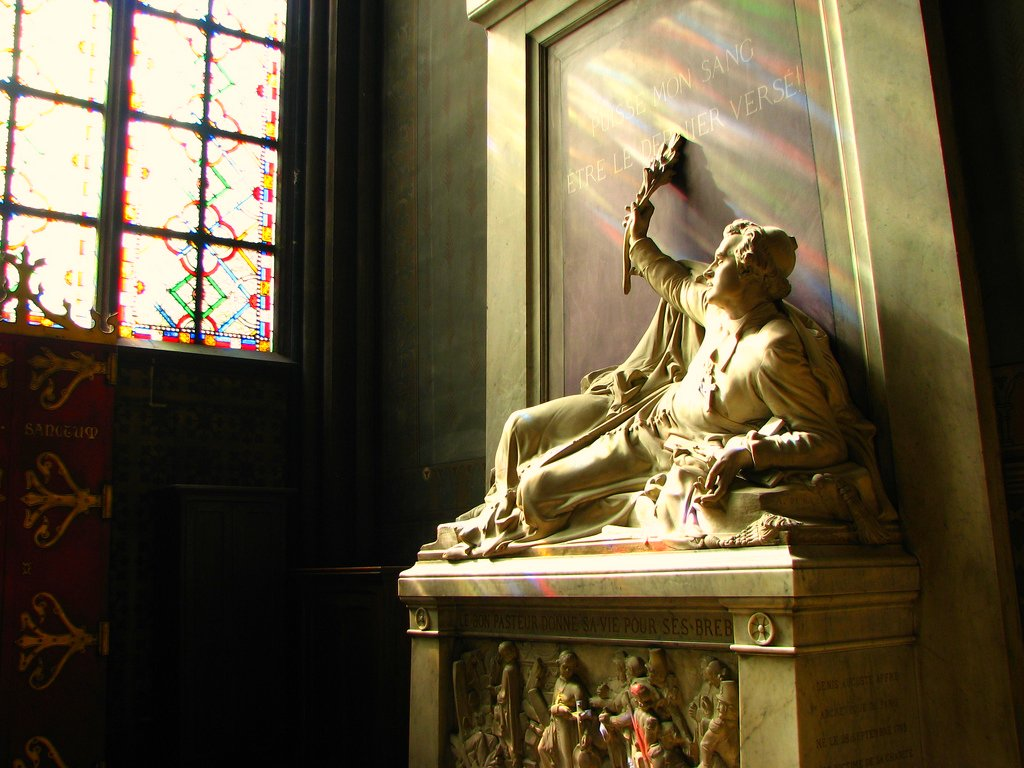
Надгробок в каплиці Сен Дені.

## Живопис
- Рококо
- Революційний класицизм
- Ампір
- Романтизм
- Реалізм
- Імпресіонізм
- Постімпресіонізм
- Сецесія (Ар нуво)
- Авангардизм

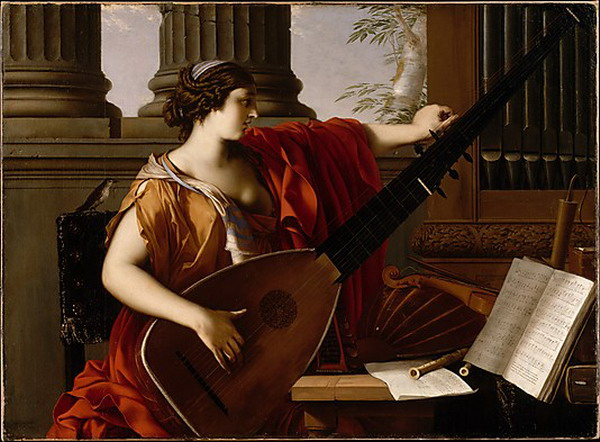
Лоран де Ла Гір. «Алегорія музики з двома путті», 1649

Одним з найкращих досягнень Франції XV століття є мініатюрний живопис. У цей час тісно взаємодіють нідерландська та французька школи мініатюристів, інколи їх не можна розрізнити між собою.
Одним із шедеврів цього періоду в живопису є ілюстрації до рукописної книги «Великих французьких хронік». Ця книга була виготовлена для бургундського герцога Філіппа Доброго. Головний художник цього твору, Сімон Марміон, виконав п'ятнадцять мініатюр, інші сімдесят п'ять — його помічники. У творі зображена історія країни, починаючи з легендарного походження франків на троянців, і закінчуючи подіями Столітньої війни з Англією.
Один з головних суперників Марміона в мистецтві мініатюри, Жан Фуке, майже одночасно з «Великими хроніками» ілюструє аналогічний за тематикою кодекс. Ці ілюстрації розкішніші, розкуті, більш цілісні. Фуке також писав портрети — короля Карла VII, диптиха Ет'єна Шевальє.
Живопис у XVII столітті у Франції представлений класиками Ніколою Пуссеном і Клодом Лорреном. У XVIII столітті на основі бароко виник стиль рококо. Його настанов дотримувались — Антуан Ватто, Франсуа Буше, Шарден, Перроно та Жан-Оноре Фрагонар, низка другорядних майстрів. Наприкінці століття сформувався неокласицизм, який відновив у французькому мистецтві Жак-Луї Давід. Теодор Жеріко та Ежен Делакруа — найвидатніші діячі напрямку романтизм. Реалізм представлений творчістю живописців Гюстава Курбе і Оноре Дом'є.
Франція — батьківщина імпресіонізму. На засадах цього напрямку стояли видатні діячі мистецтва XIX–XX століть — Клод Моне, Едгар Дега, Едуар Мане, Каміль Піссарро, П'єр Огюст Ренуар. Творчістю Жоржа Брака та Пабло Пікассо, який переїхав до Франції, було покладено початок кубізму, однієї з течій авангарду. Найбільшим художником фовізму став Анрі Матісс. Марсель Дюшан стояв біля витоків дадаїзму та сюрреалізму.

## Класицизм на службі революції 1789—1799 років

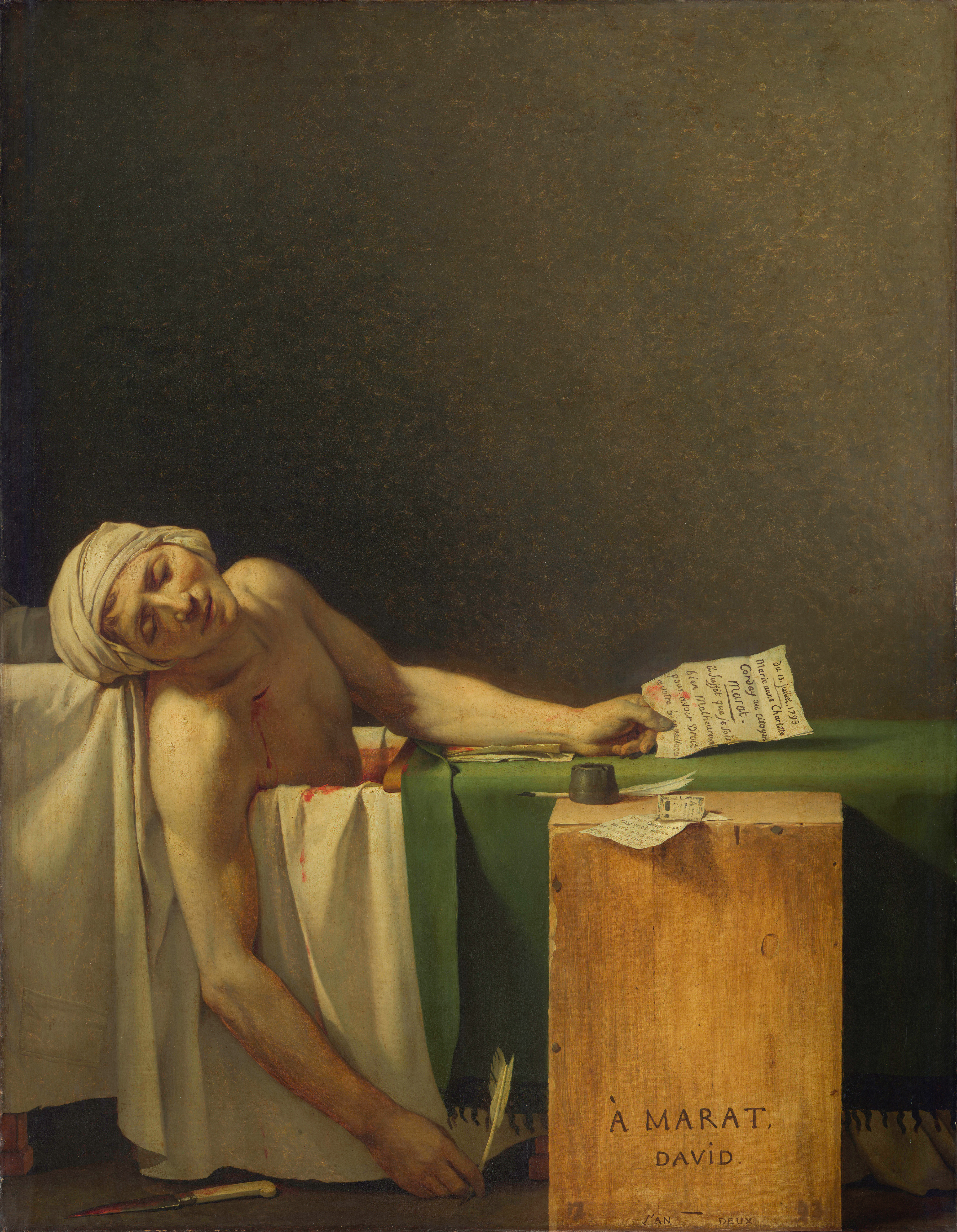
Смерть Марата, (1793), Королівські музеї витончених мистецтв (Брюссель), Бельгія

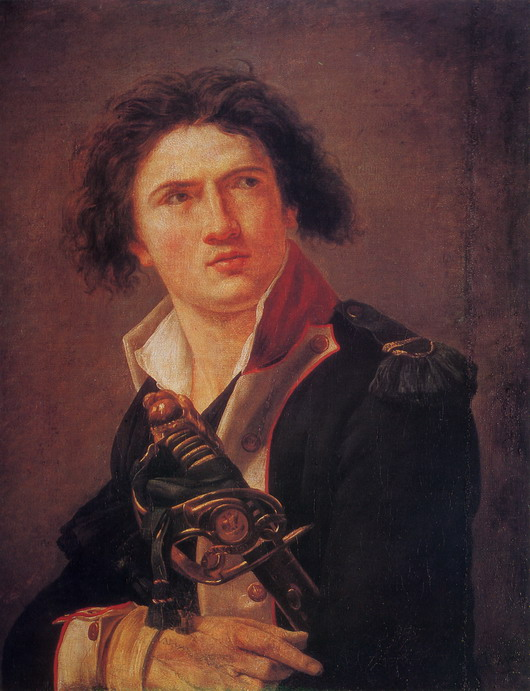
Портрет генерала Лазаря Гоша, 1793 рік (?). Київ

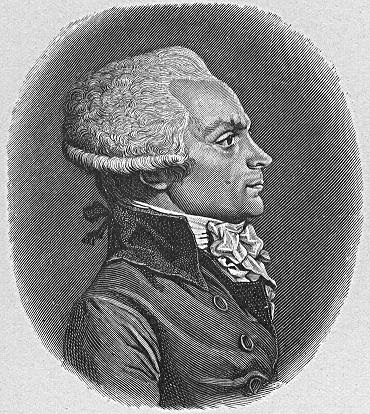
Максиміліан Робесп'єр.

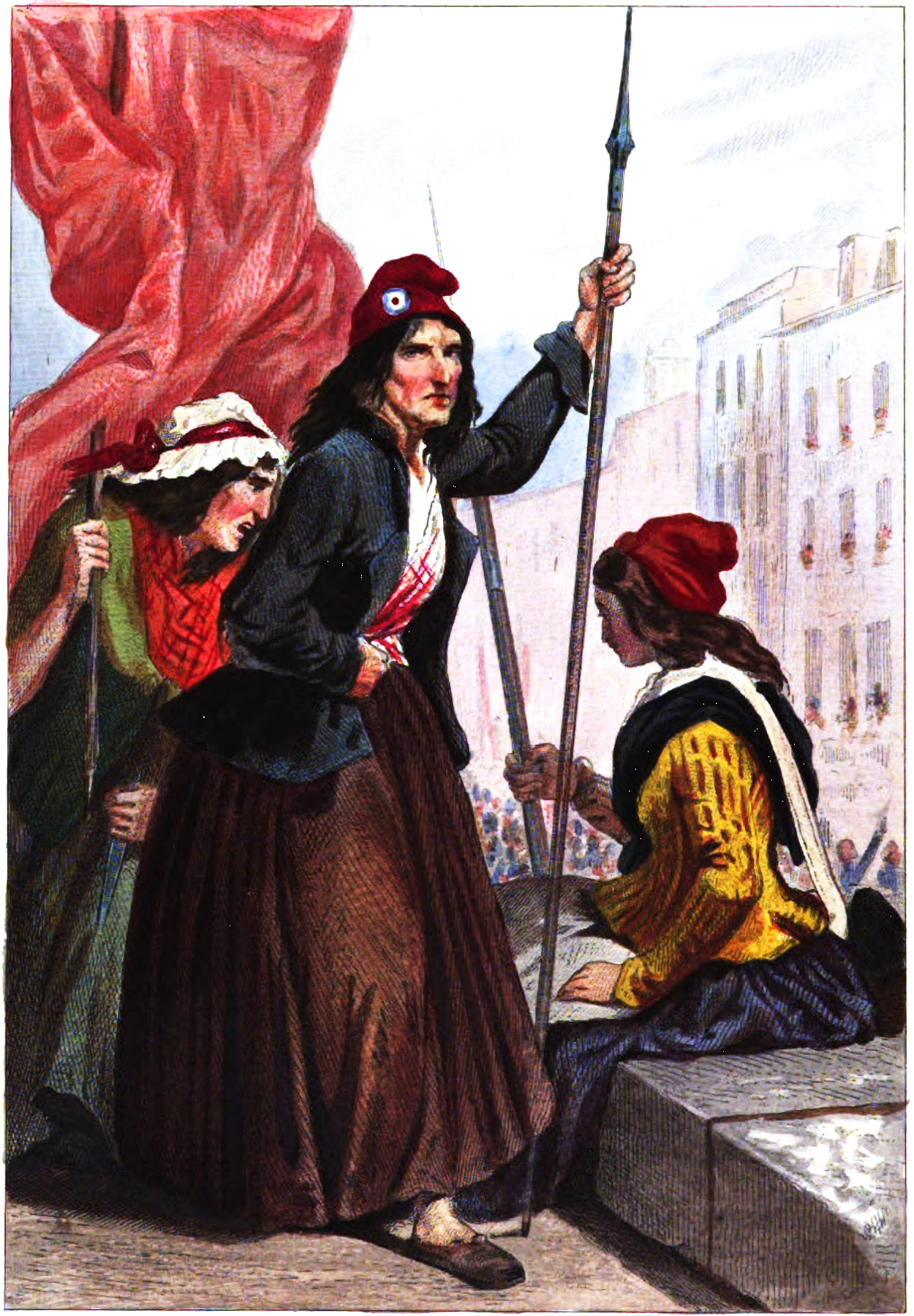
Фурія Гільотини

Героїчну стилістику ще доімператорського, республіканського Риму художник Жак-Луї Давид, як новий мистецький лідер, і переніс в бурхливі 1789–1798 роки і підкорив її завданням і ідеалам французької революції.
Революція народжувала як пафос і піднесення в тогочасних картинах, портретах і гравюрах, так і реальні трагедії. На початковій, хаотичній хвилі революції на перші позиції вийшли знедолені санкюлоти, палаючий «хмиз» революції, що розжарив всі події і вчинки натовпу. Але досить швидко виробилась нова революційна еліта, що перебрала владу на себе, як і контроль над подіями, перебрала на себе і розробку ідеологічних програм революції (секуляризація культури, введення статусу зрадників для дворян-емігрантів, конфіскації майна дворян-емігрантів, заміна культу християнського Бога на культ Вищої Істоти, дозвіл на руйнацію церковних споруд). Війна в таборі нової революційної еліти приведе до диктатури Робесп'єра і запровадженню терора, як майже єдиного засобу контролю над ситуацією та остаточного знищення політичних противників. Введення терору стало поворотним моментом як в розвитку подій французької революції, так і в її тогочасних і подальших нищівних оцінках політиків і істориків. Письменник М. М. Карамзін — 
| Століття Просвітництва, я не впізнаю тебе ! В крові, в полум'ї, серед убивств і руйнацій — я не впізнаю тебе ! Хто б наважився поміркувати, очікувати, передбачити ? Де вислід наук та мудрості ? Серця шаленіють в жорстоких подіях… Я затуляю обличчя своє з жахом. |
Бурхливі історичні події втягнули Жака-Луї Давіда у самий вир стрімких змін. Давід був членом клубу якобінців (колишній Клуб друзів конституції), членом Національного Конвенту, всіляко підтримував Робесп'єра. Він був серед тих, хто голосував за страту короля Франції без зволікань. Голосування було поіменним і вносилось у протокол. Але головним полем діяльності Давіда залишалось мистецтво. Саме він стане головою художнього життя Парижу в роки революції. Давід всіляко сприятиме рятуванню художніх скарбів з садиб і палаців емігрантів-аристократів, яких революційний уряд перевів у статус зрадників і конфіскував їх майно. Людина, що не дуже розбиралась в політиці і в тогочасних політиках, художник Давід прийняв революцію і всіма засобами слугував їй. Він пише портрети відомих генералів, захисників революційної Франції, її убитих героїв-революціонерів, стає режисером нових, малозрозумілих, революційних свят. Саме Давід чимало зробив для піднесення престижу художника, як фаху, здатного діяльно служити державі, (республіці на той час), а не вельможним особам.
Персонажі античної історії, зокрема років давньоримської республіки, в більшості його творів стають справжнім втіленням громадянських чеснот. Через них Ж.-Луї Давід затверджує настанови революції і надихає сучасників на втілення в реальності ідей і гасел революції — братерства, свободи від королівської влади тощо. Піднесеному, героїчному змісту його картин притаманні вже вироблені риси художньої манери — ясність побудови композицій, суворі, але виправдані спрощення, небагата палітра заради підкреслення ідеї. Згодом давньоримські персонажі в картинах поступаються реальним героям революції, висвітлюють не давньоримську, а сучасну історію — з її запеклою боротьбою, її протиріччями, несподіванками, з її героями і її жертвами. Портрети революційних генералів у Давіда — втілення непохитності, рішучості, готовності йти до кінця в забезпеченні перемог революції. Не дарма на ефесі зброї генерала Лазаря Гоша стоїть гордовитий напис «VAINCRE OU MOURIR» («перемога або смерть»).

## Зразки малярства революційного класицизму

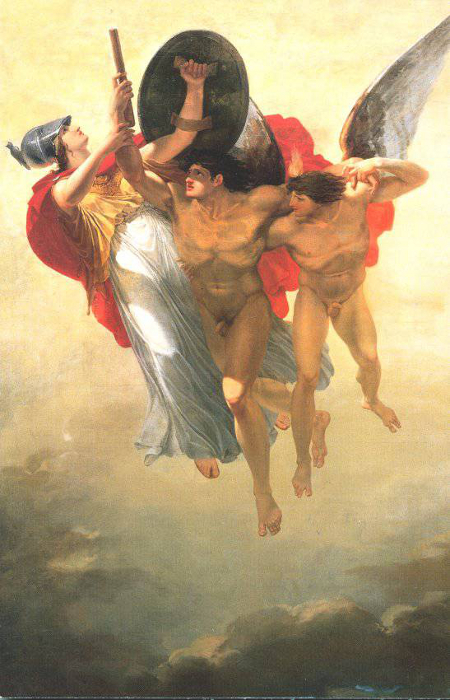
Жак Реаттю. «Прометей викрадає вогонь для людей» (підтриманий алегоріями Мудрості і Свободи), 1792 р.
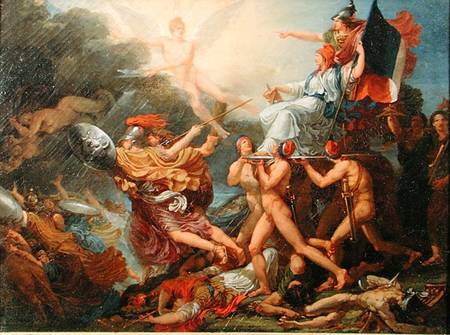
«Французька Свобода іде світом»
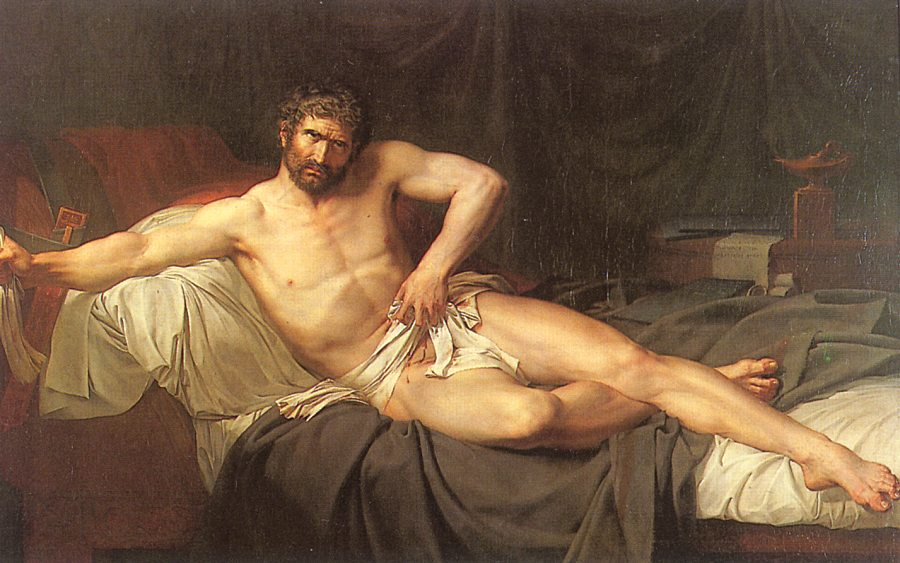
Гільйом Гільйон Летьєр. «Самогубство Катона Утичного» (після поразки республіканського правління), 1795 р.
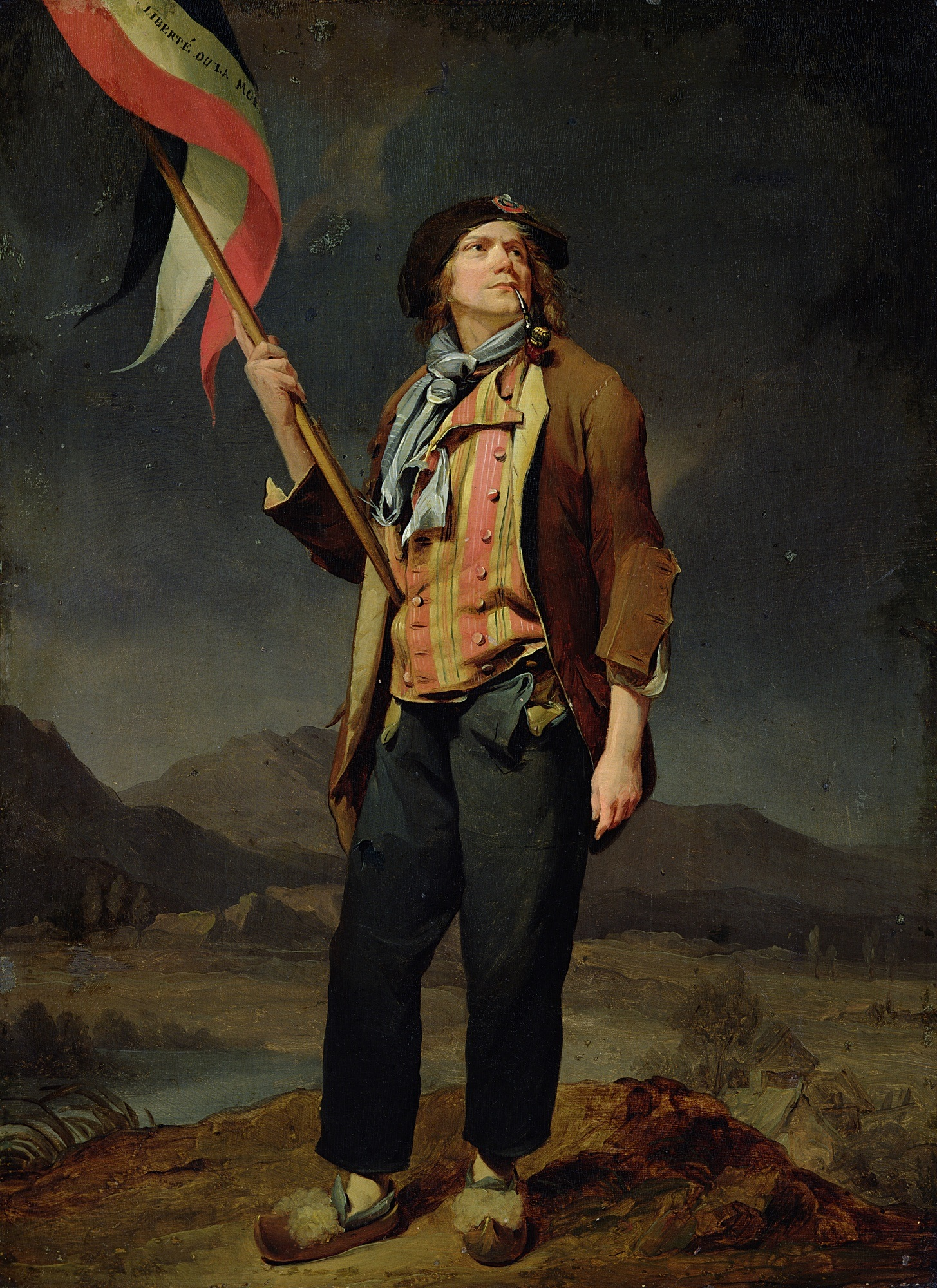
Луї Леопольд Буальї. «Санкюлот»
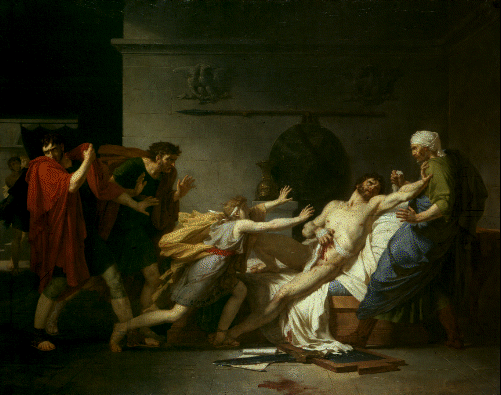
П'єр-Нарсіс Герен. «Самогубство Катона Утичного» (після поразки республіканського правління), 1797 р.

## Тріумфальна арка і «Марсельєза» Рюда
«Добровольці 1792 року» — лише один з горельєфів Тріумфальної арки, побудованої на площі Етуаль. Її побудова розтяглася на декілька десятиліть і кінцевий варіант припав на добу пізнього класицизму, з його монотонністю, лапідарністю, уславленням військових перемог. Пізній класицизм Франції кінця 18 століття переродився з волі Наполеона у ампір і межував з помертвілим академізмом.
Франсуа Рюд отримав замову лише на один з чотирьох горельєфів, призначеного для оздоблення пілону арки праворуч. Попередні програми рельєфів мали уславити військові перемоги Наполеона І та спадковість від тих перемог — нового політичного режиму. Тому один з рельєфів має назву «Апофеоз Наполеона». Відступ від жорсткого слідування програмі надав можливість Рюду звернутися до теми добровольців, що виступили на захист Франції від загарбників у вересні 1792 року. Військова небезпека від чужинців була такою значною, що на поклик революційного на той час уряду відгукнулися тисячі добровольців-волонтерів. Напередодні, 10 серпня 1792 року в Парижі скасували монархію і владу номінально отримав народ Франції. Тому війну з чужинцями, захист батьківщини, вже повів сам народ без проводу монарха, як то було століттями до цього. 20 вересня 1792 року добровольці і вибороли вирішальну перемогу над чужинцями під Вальмі. Тривожний момент виступу добровольців у похід, коли доля майбутнього двобою з небезпечним ворогом ще нікому не була відома, і став сюжетом твору Франсуа Рюда.
Досвід підказав митцю використати усі значні знахідки попереднього періоду. В горельєфі Рюд використав і низький рельєф, і круглу скульптуру, і військову арматуру зі зброєю. Згодилося використання і алегоричної фігури Свободи, такої типової і для доби бароко, і для доби класицизму. Але алегорія Франсуа Рюда надзвичайно далека від холодних зразків класицизму, а своїм болем і пафосом близька до неперевершених зразків скульптури на кшталт «Пергамського вівтаря» або «Лаокоона з синами, що гинуть від змія Афіни».
Рельєф Рюда композиційно поділений на частину алегоричну (верхню) і реалістичну — низ з вояками-добровольцями. Крилата фігура Свободи з мечем в руці, тривожна і грізна, з розпатланим волоссям, з обличчям, спотвореним несамовитим криком, головує в композиції. На її гасло «Батьківщина в небезпеці !» відгукнулися старі і малі, їх і уособлюють — лучник, вояк ветеран, підліток, немічний старий, що благословляє захисників рідного краю. Крилата фігура Свободи така завелика, що дорівнює розмірами щільній групі з шести вояків-добровольців. Рюд подав героїв рельєфу не в тогочасних, а в умовно-класичних, давньоримських шатах, що лише підкреслювало позачасовість героїчного пориву волонтерів 1792 року.
Опинившись в центрі аристократичного району Парижа, твір Франсуа Рюда витримав іспит і центральним місцем французької столиці, і іспит часом. Рельєф став центральним твором як самого скульптора, так і значним монументальним твором французької пластики всього 19 століття.

## Музеї

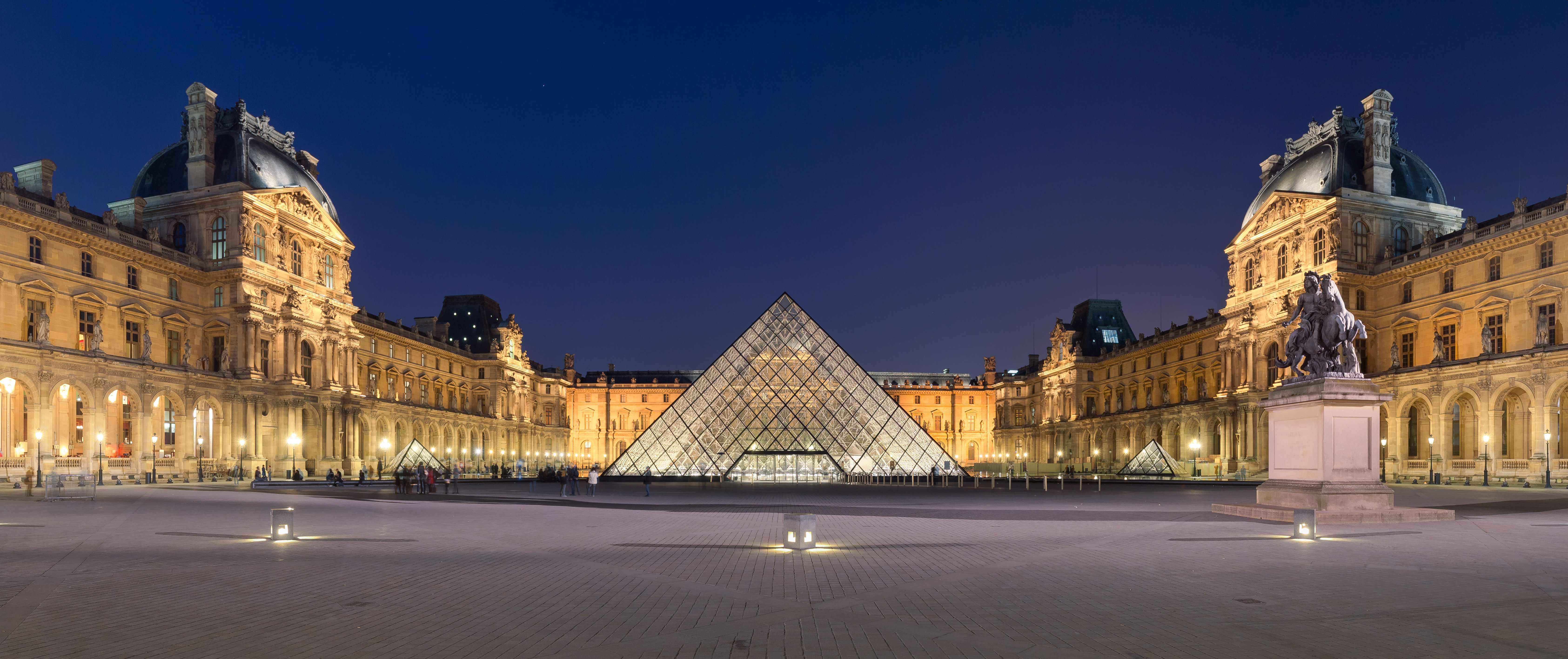
Лувр

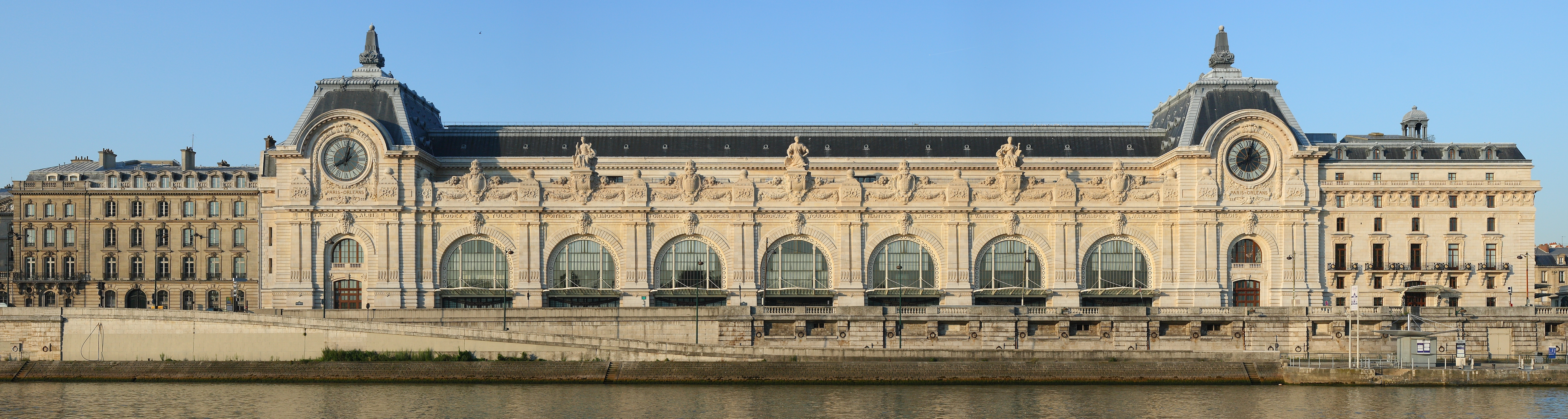
Музей д'Орсе

За кількістю музеїв Париж, столиця Франції, займає перше місце у світі. Найвідоміші з них:
- Лувр
- Музей д'Орсе
- Національний музей сучасного мистецтва
- Музей Клюні
- Міський музей сучасного мистецтва
- Малий палац
- Музей Пікассо
- Музей Родена
- Музей Оранжері
- Музей Жакмар-Андре
- Музей Бурделя

Велика кількість музеїв також знаходиться в інших містах країни:
- Музей Петі-Пале (Авіньйон)
- Музей Унтерлінден (Кольмар)
- Музей Гренобля (Гренобль)
- Палац витончених мистецтв (Лілль)
- Ліонський музей красних мистецтв (Ліон)
- Музей галло-римської цивілізації (Ліон)
- Музей Фабра (Монпельє)
- Музей витончених мистецтв (Нант)
- Палац То (Реймс)
- Музей Августина (Тулуза)

## Музика
Французька музика черпає витоки з фольклору кельтських і германських племен, які жили у давні часи на території нинішньої Франції. Зі становленням Франції в період Середньовіччя у французькій музиці злилися народні музичні традиції численних регіонів країни. Французька музична культура розвивалася, взаємодіючи також з музичними культурами інших європейських народів, зокрема італійського та німецького. Починаючи з другої половини XX століття, музична сцена Франції збагатилася музичними традиціями вихідців з Африки. Вона не залишається осторонь світової музичної культури, увібравши в себе нові музичні тенденції та надавши особливого французького колориту джазу, року, хіп-хопу тощо.

### Популярна музика
Саме з французької музики пішов один з піджанрів поп-музики, який зараз символізується з цією країною, — шансон. Зараз шансоном називають популярну французьку музику, що зберігає специфічну ритміку французької мови, відрізняючись від пісень, написаних під впливом англомовної музики. Серед найвідоміших виконавців шансону — Едіт Піаф, Джо Дассен, Жак Брель, Шарль Азнавур, Лео Ферре, Мірей Матьє, Патрісія Каас.

### Електронна музика
Один з найвідоміших французьких електронників, Жан-Мішель Жарра, входить до книги рекордів Гіннеса, як музикант, що збирав на своїх шоу найбільшу кількість глядачів. У 1990-ті роки окремим явищем став французький хауз, що відрізняється ряснотою ефектів фейзера та частотних зрізів, властиві євродиско 1970-х років. Засновниками цього напрямку вважаються «Daft Punk», «Cassius» і «Etienne de Crécy». Сучасна електронна музика представлена діджеями: Давідом Ґетою, Бобом Сінклером, Дельфіною Шанеак, Давідом Вендеттою, Pakito, Лораном Вольфом.